# 大時代 (香港電視劇)
《大時代》（英語：The Greed of Man）是香港電視廣播有限公司（無綫電視）拍攝製作的時裝商戰電視劇，全劇共40集，監製韋家輝，為無綫電視25週年台慶劇。由鄭少秋、劉青雲、藍潔瑛領銜主演，周慧敏、郭藹明、李麗珍、邵仲衡等聯合主演。郑少秋饰演的丁蟹被誉为TVB百大经典角色之首。新加坡媒體曾選出二十世纪華語百部經典電视劇，此劇入選十大之一。

## 概況
《大时代》於1992年10月在翡翠台首播，推出時正面對撼亞洲電視的《勝者為王II天下無敵》，因無綫電視為了此劇的收視不被《勝》劇影響而製作大量賭博題材的電視劇如《賭霸》、《拳王賭至尊》等使得觀眾對賭博題材的電視劇感到厭倦。最終本劇的故事發展終成功打敗亞洲電視，為了穩固《勝》劇最後一周（結局周）收視，亚视更邀請台柱方剛客串最後5集。
之后，《大时代》於1997年3月深夜在翡翠台重播。2006年3月底-5月在無綫電視屬下星河頻道再度重播，同年6月起在無綫經典台每周六連續播映五集，也加上中文字幕。同年中國大陸多地省市電視頻道开始播映國語配音版本。
2009年8月1日和2018年1月1日，该剧在TVB星河頻道重播，2015年4月21日起深夜在翡翠台重播，1994年9月及2016年4月在廣東廣播電視台珠江頻道重播。2018年11月13日开始在YouTube“TVB Classic Best Drama 經典熱播劇場”频道连载全套《大时代》。
《大时代》播出後為香港坊間添加了一些新詞彙，每逢香港股市大上大落，坊間都會以「大時代」一詞概括說明當時市況；另外如果股市經過一輪大跌後，突然瘋狂反彈，或者於開市後暴瀉，但隨後跌幅急劇收窄，甚至倒升收市，則以大奇跡日稱之。當股市下跌時，如果正值有鄭少秋參與的電視劇上演，坊間流傳「丁蟹效應」一詞。
《大时代》是香港電視廣播歷史上第一齣以倒敘形式引進劇情的劇集，由編劇韋家輝、雲集一眾當年無綫一線藝員，故事編劇峰迴路轉、情節交錯，正反兩派界線含糊，巧妙刺激的連場股票大戰，加上一眾出色演員之精湛演技，劇情層層重疊下來之極大戲劇張力更是令觀眾血脈沸騰，咬牙切齒，被視為香港爭鬥劇劇種發展的一個難以超越的高峰，亦被公認為製作優秀的經典香港電視劇，更被譽為「港劇之王」、「神劇」。
韋家輝後來在亞洲電視製作的另一劇集《世紀之戰》被喻為《大時代》的精神续作，但因為版權問題而导致《世纪之战》中的角色名字全部被更改。
由於在第1集初段即出現丁家五父子跳樓鏡頭，電檢處及監製韋家輝在該集播出後隨即收到大量觀眾投訴，無綫更被廣管局罰款警告，因此劇集在首播約一周後被調動至較夜時段播放，往後集數涉及自殺和墮樓的戲份全被刪減，包括第28集方敏自殺，及第29集方展博兄妹被丁家買兇從天台拋下之鏡頭；第40集再次講述五蟹跳樓時，相關片段亦被刪剪，只以旁述及字幕交待五蟹下場。之後數次重播亦沒有再播出有關鏡頭（2015年4月21日凌晨重播時保留了首集「五蟹跳樓」情節）。本劇亦因此成為香港首套被列為「成年觀眾」的劇集，惟首播時有關規定未生效，因此在重播時才被分類，重播時間當時亦限制於下午11時30分至次日早上6時。

## 簡介
《大時代》以香港1970年代到1990年代之股票及金融市場為主線背景，並以兩個家庭兩代之間的恩怨情仇為主幹而開展的故事，顯現當名利與人性糾纏一起的時候是那麼的具毁滅性、那麼的無奈。香港電視劇盛行製作「爭產劇」（或「爭鬥劇」），內容多數是講述香港上流社會人士之利益鬥爭和是非恩怨，集數多、人物多、節奏明快而劇情非常複雜，但多數正邪分明。
忠直仁厚的當紅股票經紀方進新（ 劉松仁飾 ）與貧窮粗鄙的丁蟹（ 鄭少秋飾 ）相交數十年，卻被蟹衝動下打死，從此方家一落千丈，進新遺下四個子女，幸得繼室羅慧玲（ 藍潔瑛飾 ）照顧，而蟹殺死進新後流亡台灣。 十多年後，進新長子方展博（ 劉青雲飾 ）長大成人，但卻一直游手好閒。後得父舊友葉天（ 羅樂林飾 ）教誨，正欲發奮圖強之際，得悉蟹已潛逃返港，他誓要為父討回公道，奈何丁家兒子丁孝蟹（ 邵仲衡飾 ）、丁益蟹（ 陶大宇飾 ）等四兄弟已成為黑社會大哥，勢力龐大。展博幾經奔走，終使蟹罪成被判終身監禁。但連串事件亦因而展開：先是幼妹方敏（ 楊羚飾 ）被益蟹強姦後不堪壓力而跳樓，甚至大妹方芳（ 吳詠虹飾 ）以及曾與孝蟹相戀之二妹方婷（ 李麗珍飾 ）亦被丁氏兄弟殺害。僥倖生還的展博唯有遠走台灣。另一方面，丁蟹以患癌為理由，獲提早假釋出獄。雖失意於舊情人慧玲，事業卻一帆風順，更有意進軍股票界，而在台灣的展博得退休毒梟周濟生（ 劉江飾 ），退休華探長龍成邦（ 曾江飾）之助，偕紅顏知己阮梅（ 周慧敏飾 ）及成邦之女龍紀文（ 郭藹明飾 ）回港，並聯同方婷好友陳滔滔（ 林保怡飾 ）秘密部署，擬把股票市場變成宰殺丁蟹父子的屠場......

## 劇情概要
1994年6月7日「大奇蹟日」，恒生指數經過連跌4日後，由9050點急劇反彈4100點至13150點，最後以12650點收市，暴升3600點，創下恆指最大升幅。丁蟹（ 鄭少秋飾 ）連同四子丁孝蟹（ 邵仲衡飾 ）、丁益蟹（ 陶大宇飾 ）、丁旺蟹（ 吳啟明飾 ）、丁利蟹（ 郭政鴻飾 ）因炒賣恆指期貨失利，負債逾100億元，又把美國黑幫洗黑錢的資金輸光，走投無路下在交易廣場天台跳樓；大仇得報的方展博（ 劉青雲飾 ）返回辦公室，向死去家人及師父葉天（ 羅樂林飾 ）祝酒，看著窗外丁家四子逐一墜樓。最後跳樓的丁蟹被電線拴住，倒吊在展博辦公室窗外，兩雄相對掀起故事序幕。
鏡頭回到1968年，香港股票市場由英國人把持的「香江交易所」壟斷，为打破垄断，展博父親方進新（ 劉松仁飾 ）與陳萬賢（ 江毅飾 ）合作成立「華人證券交易會」。1973年，香港證券市場進入五會鼎立局面，股市買賣瘋狂熾熱。萬賢向申請上市公司收取私利，進新不值所為，由此二人交惡。進新與家傭何賤之子丁蟹自幼相識，彼此稱兄道弟，蟹妻離家出走後留下四子無人照顧，年僅19歲的中七生羅慧玲（ 藍潔瑛飾 ）對蟹由憐生愛，仗義替他照顧四子，期間長子孝蟹到慧玲親戚經營的雜貨店偷竊，被店主捉著，慧玲替他掩飾，同被警察拘捕，進新保釋孝蟹與慧玲。而丁蟹在澳門尋妻，見她貪慕虛榮甘作舞女大為失落，返港後見慧玲為她照顧四子而萌生愛意，甚至加以禁錮，慧玲落荒而逃，被進新救走。進新帶丁蟹見慧玲，慧玲決意向丁蟹提出分手，丁蟹發狂誤傷在場調解的進新。進新其後勸服何賤辭工回家照顧丁蟹四子，又以厚酬答謝她多年之勞，但丁蟹認定進新橫刀奪愛，解僱其母報復，對他怨恨更深。
進新與萬賢在股壇上對撼，總華探長龍成邦（ 曾江飾 ）利用丁蟹拉攏進新，進新痛恨成邦伙同毒梟周濟生夫妻（ 劉江、黃愷欣飾 ）包娼庇賭，不肯同流合污，但在成邦威脅下，進新只好將黑錢收下以求自保。進新失意之際重遇慧玲，兩人漸生情愫，進新聘請慧玲為其私人助理，利用成邦提供的資金購買股票，同時拉攏賀新、郭英中支持，聯手與萬賢對賭船務公司「北極星」股價升跌。當時「北極星」正與英國政府打官司，萬賢料敗訴機會極大，股價將必大跌，瘋狂拋空。進新拉攏股票經紀葉天等人幫忙，與陳萬賢作對，大量購入「北極星」股票。「北極星」終獲勝訴，萬賢自知不夠資金「補倉」，發放假消息指市面有假股票擾亂人心，以趁低吸納，但進新早已收購27%股權，加上賀新和郭英中在市場暗中收購50%股份，令萬賢無法購買足夠股份補倉而被逼辭去交易所主席。因「北極星」股價被萬賢壓低，加上石油危機等外圍因素，令香港股市大跌，成邦等人輸錢收場。
丁蟹認定進新毀滅自己前途與橫刀奪愛，氣忿之下毒打他，錯手將他打至腦震盪，只好畏罪潛逃。慧玲趕往醫院，見進新昏迷大為傷心，肩負起照顧進新四名子女展博、方婷、方敏、方芳的責任。方家失去經濟支柱宣佈破產，舉家從九龍塘的洋房遷到旺角吳淞街的唐樓單位。
進新昏迷期間經歷1973年香港股災及廉政公署成立，成邦、濟生等人逃離香港。一年多後进新終甦醒，但他智力受創變成廢人，慧玲不離不棄，悉心照料，他的病情漸見起色。丁蟹逃亡期間，暗中往醫院探望進新，被慧玲撞見，以為他又對進新不利而罵走他。進新經慧玲誘導，記起大部份往事，深被感動，目睹慧玲肩負生活重擔，有心無力而內疚不已，決定疊報紙謀生，而慧玲當酒樓知客，一家人終過回正常日子。丁蟹見進新逐漸康復，突然登門求他撤銷控訴。進新不肯，並用花瓶擊打丁蟹，隨後丁蟹還擊，卻一拳把進新打死，全程被年幼的展博目擊。慧玲與方家三姊妹趕至，已見進新氣絕身亡。
鏡頭再轉至1985年，任職小巴司機的慧玲獨力養大方家四兄妹，方家成功獲申請入住公屋，並認識到個性吝嗇的鄰居阮梅（ 周慧敏飾 ）。此时展博性格頑劣叛逆，屢教不果，慧玲只好送往電器舖让展博当寄宿學徒，希望他有一技傍身，怎料展博長期流浪街頭，逃避現實，慧玲带着展博回家，但方芳（ 吳詠虹飾 ）認定兄長逃避家庭責任，逼使自己輟學到工廠工作而對他恨之刺骨，期間何賤登門探訪，却让展博提到家庭慘變，眾人悲從中來。展博嫌家人太烦而搬到走廊上睡覺，肚餓時走入阮梅家大吃大喝，經慧玲教訓始收歛。
另外一边，丁家四子長大成人，成为香港黑幫「忠青社」頭目。益蟹苦勸何賤留住丁家，但何賤不忘丁蟹陷害方家，甘願長留齋堂贖罪。益蟹誤會展博中傷丁家，派人抓走展博虐待洩忿，幸好慧玲與方婷趕至相救，孝蟹出手制止。展博遇上經歷1973年香港股災而家破人亡的葉天，傳授成功之法，喚起展博潛藏心中已久的衝勁，他決定進入「華人證券交易會」。展博上班第一天坐的士遇上龍紀文（ 郭藹明飾 ），纪文对他死缠烂打，而阮梅誤以為自己先天性心臟病發作，與方展博盡訴心事，兩女遂分別與展博建立友誼。
另一邊，丁蟹畏罪潛逃往台灣，因傷人而被判刑14年。孝蟹等人趕往台北看守所接刑滿出獄的丁蟹，為他安頓。丁蟹欲返港安享晚年，但礙於被香港警方通緝，各人力勸他留在台灣，丁蟹表面答應卻另有打算。方婷（ 李麗珍飾 ）重遇孝蟹，感情迅速發展，但被方芳發現並大力反對，只好忍痛提出分手。方婷再約孝蟹表明態度，但孝蟹負傷而至，方婷不忍決絕提出分手。慧玲得知方婷與孝蟹相戀大怒，方婷離家出走。
紀文是成邦的女兒，但自少被成邦拋棄。在展博鼓勵下紀文返台灣尋父，但被龍成邦拒緒門外。丁蟹密謀復仇，設圈套誘騙被逐家門的紀文，欲利用她引成邦現身，紀文乘機逃脫，返家通知父親，但成邦以為紀文施計陷害而不予信任。結果丁蟹擄走龍成邦，加以虐待。紀文徬徨無助，只好向父親好友濟生求救。此時孝蟹獲悉丁蟹擄走成邦的事，決定啟程往台灣調解，自知一去生死未卜，方婷察覺孝蟹神情有異，在風雨交加之際堅持往大嶼山求見，兩人相定日後再續情緣。孝蟹趕抵台灣拜會濟生，求他撤銷對丁蟹的格殺令。濟生答應三日內若成邦安然無事，便放過丁蟹。成邦為保命向丁蟹認錯並賠錢，最終獲釋，但回家後見一眾好友等待，感到英雄落難，遷怒於紀文。濟生知道丁蟹向他尋仇，欲先下手為強，派手下在西門町街頭槍擊丁蟹。孝蟹知寡不敵眾，當眾跪求放過丁蟹。濟生答應，但要丁蟹父子乘船速離台灣。
陳滔滔（ 林保怡飾 ）以美國通寶銀行最年輕的華人副總裁之名返港，成為股壇新貴。原來他是萬賢的私生子，年少時被拋棄，母子淪落異鄉，決心返港報復。此時萬賢在股壇建立穩健地位，囂張霸道。滔滔賞識方婷工作態度，決聘用她為私人助理，與萬賢展開股權爭奪戰，卻突被通寶銀行總公司截斷資金支持，在未獲其他銀行協助下，滔滔決定兵行險著，得到濟生雄厚資金後，滔滔狂入「萬光國際」股票以圖得到控股權，怎料一切早已被萬賢控制，股價一落千丈令滔滔洩氣不已。葉天突轉清醒，預感自己「回光反照」，盡畢生之力向方展博灌輸投機股票的竅門以及與股壇大鱷對決的手段。滔滔調查陳萬賢資金來源，發現被通寶銀行上司出賣，遂孤注一擲。
慧玲見展博跟隨葉天，自覺無力教導開解他，決功成身退，搬出方家。展博與阮梅在公園內暢談童年往事，期間有所感觸緊擁阮梅，令她心如鹿撞。孝蟹返港後向方婷求婚，但她始終放不下兩家仇怨而不敢答應。丁蟹被孝蟹安排暫居墨西哥，但他不忿落泊異鄉，決以方進新之名的假護照潛回台灣，部署向周濟生報仇，擄走濟生之妻伍寶華要脅向他道歉，濟生無奈屈服。就在夫妻重逢之際，濟生被殺手行刺受傷，寶華睹狀心臟病發身亡。濟生受亡妻之痛，暫停黑白兩道生意。滔滔受到影響得不到資金支持，仍決意全力與萬賢死拼。葉天與展博苦苦思量萬賢的弱點，又勸慧玲切莫埋没展博的天份，必讓他一展所長。展博於最終關頭識破萬賢「鐵索連舟」的詭計，向滔滔獻計。滔滔決定絕地反擊，最終令萬賢血本無歸。萬賢從闖入交易所的葉天口中得知展博正是進新親生子，更感晴天霹靂。滔滔得到「萬光國際」控股權而成為公司主席，召開特別股東大會，揭露萬賢多年中飽私囊的罪証，万贤被踢出董事局，被廉政公署帶走調查。
方婷與滔滔出雙入對，惹起孝蟹猜疑。丁蟹潛回香港，見母親何賤晚境淒涼，一時激動強逼她離開齋堂，两人到达郊外村屋懺悔前非，丁蟹聲言要與慧玲再續前緣。何賤恐怕他再連累慧玲，谎称她已覓得如意郎君，令他死心。何賤發高燒，丁蟹連忙揹她往利蟹的診所。利蟹等人勸他速離香港，但丁蟹執迷不悟。孝蟹知丁蟹回港后為免方婷與丁蟹處境難為，竟狠心欲與方婷翻臉，痛毆陳滔滔一頓。滔滔漸覺對方婷有情，決與孝蟹在情場上比試。丁蟹得悉孝蟹與方婷苦戀，以強硬手段求她原諒，方婷飽受精神虐待而矛盾不已。
阮梅對展博暗生情愫，但偷聽到他與纪文親熱對話，誤會他貪新忘舊而回家抱頭痛哭。展博猜到阮梅鍾情自己，落荒而逃。紀文經歷父親被綁架，華姐去世等事，帶著不歡心情回港，展博想盡辦法開解她，更向她訴說未來生活憧憬，纪文坦然向展博示愛。展博事業曙光初露，本想專心發展，但兩女同時投懷送抱，令他感到茫然無助，只好硬著心腸向阮梅表明立場，一怒之下更侮辱她自作多情，其後得知彩婆剛死去，展博對阮梅同情之际，卻剛巧紀文路過，誤會他玩弄感情而含淚而去。
丁蟹匿藏多時思念慧玲，懇求何賤帶他見慧玲一面，眼見慧玲為口奔馳而感痛心。旺蟹等擔心丁蟹再生事要孝蟹出頭為父安排，但孝蟹因受情困不想再插手江湖事。方婷不想連累滔滔而忍痛辭職，孝蟹再三哀求方婷與他飛往加拿大，絕跡黑道，方婷感到此情難再，斷言拒絕，兩人從此分手。展博後悔未盡兄長責任照顧三妹，趁機向方芳求諒，二人和解，未幾方敏被送入院，揭發她被益蟹強姦而染上性病，方敏飽受屈辱，恐被家人揭發，屢次尋死而被制止。
丁蟹跟踪慧玲多日，提起勇氣苦苦求諒，慧玲驚魂未定，駕駛小巴欲置他於死地未果，二人受重傷倒臥街頭，被送院急救。展博與方婷報案要求通緝丁蟹，警方得知丁蟹與慧玲在醫院，遂展開圍捕。丁蟹混亂中搶走警槍，挾持慧玲及病人作人質與警對峙，經孝蟹勸解後才肯棄械投降。展博因在醫院門外襲擊益蟹而被控傷人罪，與丁蟹同囚於拘留所內，展博乘機盡數丁蟹罪狀大感痛快。丁蟹被視為危險人物而被拒保釋，但自覺身陷冤獄，一派大義凜然。展博保釋後帶紀文回家吃飯，與阮梅碰面，三人尷尬不已，展博借紀文的私家車無牌駕駛，預感山雨欲來。紀文送展博返家後離去，展博獨自在公園發愁。阮梅目睹於心不忍，欲開解展博卻與他失之交臂。孝蟹等人計劃向方家報復，恐何賤從中阻撓，藉意送她回鄉，方便行事。
孝蟹派人以鐵鏈把方家及其鄰居的大門鎖上，以火水淋屋及走廊恐嚇，又不斷派門生上門滋擾，欲逼方家主動撤銷指控。展博決定與家人向傳媒揭發丁家醜行。阮梅同情方家遭遇，加上展博誠懇求諒，二人終於和解。紀文欲為方家出面，求濟生調解兩家仇怨，怎料他喪妻後性情大變，認定紀文害死其妻寶華，紀文失望而回。方展博知阮梅要回杭州，出發前夕二人依依不捨，發覺彼此情根暗種，卻提不起勇氣表白。方家惶恐終日，展博束手無策，眾人為方芳慶祝生日，始有片刻歡樂。
丁蟹殺人證據確鑿，但他不甘再過牢獄生涯，乞求兒子們為他洗脫罪名，由四蟹安排的律師團建議以「可原諒自衛殺人」抗辯，要求丁蟹在首日聆訊有禮地答「我不認罪」，但他上庭當日卻緊張忘詞，繼續不准保釋，令他信心頓減。展博被審時理直氣壯指出家人受丁家騷擾及恐嚇，致一時衝動打傷丁益蟹，打動法官判他緩刑，當庭釋放。展博趕往過境巴士站送別阮梅，二人不捨。展博不甘被丁家逼害至走投無路，與家人身穿血衣遊行示威，引起公眾迴響。丁蟹從報上看到展博等人控訴，深恐影響官司，自殺未果，后突有所悟決定在庭上自辯。紀文再回台灣照顧龍成邦，眼見他如廢人般，悉心照料他之餘更厲言教訓他，終把他罵醒。
丁蟹於庭上自辯，方芳、方婷、慧玲相繼出庭作證。丁蟹以強詞奪理方式盤問證人，更誣指慧玲因愛成恨，方敏出庭之际，旺蟹與律師欲利用她與益蟹關係攻擊她，丁蟹在庭上指方敏甘與益蟹亂搞男女關係，令方敏大受刺激。眾人回家時，發現走廊貼滿惡意中傷的街招，方敏不堪再受刺激跳樓自殺。展博在庭上聲淚俱下指丁家害死方敏，眾人投以同情，紀文恐方家再受逼害，為他們安排避往台灣，但展博拒絕。紀文不厭其煩，再向濟生求助，終以真誠打動他答應，惟纪文到达机场时濟生突然改變主意，令紀文崩潰。丁蟹經過感人自辯供詞後未能洗脫罪名，被判謀殺罪名成立判處死刑。孝蟹等人決再向方家報復，趁展博等往祠堂拜祭方敏時，派人將三兄妹擲下樓，方芳、方婷墮樓身亡，展博倖免一死。慧玲目睹慘劇後驾驶巴士欲與四蟹同歸於盡，孝蟹等人重傷，慧玲企圖謀殺罪名成立，加上患有輕度精神病而被判囚小欖精神病院。展博送院后有槍手潛入欲再度行刺，警方及時制止，展博輾轉逃亡到台灣。
阮梅獨自到台灣尋展博，但人生路不熟，幸好遇上紀文，兩女彼此尷尬漸消，決合力找出展博。丁蟹獲循例由英女皇赦免，改判終身監禁。何賤往監獄探視，責備他害死方進新全家，丁蟹驚聞不安，經常疑神疑鬼，深怕方家化為厲鬼報復，精神陷於崩潰，更發覺健康出現問題，要求驗身，證實患上末期癌症，遂獲政府以人道理由特赦獲釋就醫。丁蟹出獄後遍尋神醫，無意間發現氣功大師只是假冒，遷怒於四子。四子解釋早已收買醫生，訛稱丁蟹患有絕症，氣功大師只是製造假象，令他重獲自由，丁蟹遂感安慰。丁蟹帶已中風的何賤拜祭方進新及三女，何賤忿指丁蟹忘情負義，但丁蟹似毫無悔意，辯稱對方家仁至義盡。
展博在台灣努力鑽研台灣股市走勢，爭取實戰經驗。阮梅與紀文終找到展博，三人久別重逢。紀文以為展博只顧金錢與股票，埋怨他忽略了自己，但阮梅卻體諒展博處境，決以行動支持，紀文自感多餘。展博將阮梅積蓄全投資在股票上，但判斷錯誤令她損失慘重，阮梅大受刺激並毆打展博。慧玲受驚過度致神經失常，在精神病院深怕孝蟹等會來陷害她，丁蟹要求探望慧玲，慧玲擔心他對展博不利，假意與他冰釋前嫌，強顏歡笑，精神上大受折磨。
孝蟹等銳意發展正行事業，欲將「五蟹集團」發展上市，卻被富家公子刁難，丁蟹在他們欺骗下買了幾場冷門馬，但丁蟹竟全數胜出，不止贏了千多萬元，还得到了一部名貴車。同一時間展博決定傾家蕩產，破釜沉舟投資股票，最終得償所願賺到人生中首個100萬。展博初嚐勝利滋味，向阮梅、紀文哭訴未忘丁家之仇，決定伺機回港報仇。二人見方展博為股票無暇念及兒女私情，默默在他身旁侍候。
丁蟹帶慧玲到聯合交易所交易大堂，揚言「五蟹集團」發展上市，將在股壇盡領風騷。展博致函慧玲，誓言要讓丁家在股市泥足深陷，與其死拼，慧玲大表安慰。「五蟹集團」新股上市當天股價屢被陳滔滔狙擊，展博得到滔滔暗中支持，在股票市場上低買高沽，屢次護盤的丁家在首日上市便損失6200萬元，初嚐失敗滋味。展博預知丁家早有防備，勸滔滔暫時收手，怎料滔滔欲乘勝追擊，故意將價位推至高點大量入貨，令丁家誤信有人發動收購戰，在市場上搶貨。丁蟹獲悉陳萬賢出獄，死纏爛打邀他相助。陳萬賢不為所動，出言羞辱丁蟹，丁蟹卻領略到投資道理。丁家四子傾盡財力，與滔滔搶購「五蟹集團」股票，終至負債纍纍，丁蟹恐墮無底深潭，力勸四蟹沽出股票，籌足資金後東山再起，期間在交易大堂發現滔滔。正當滔滔以為在股市勝了一仗时，突然发生1987年香港股災，恒生指數由全日高位3992點时急跌414點至收市3575點，令滔滔損失慘重，相反丁蟹孤注一擲，炒賣恆指期貨短倉合約，趁機大賺4億元。丁蟹以為陳萬賢暗示投資之道令他逃過股災而設宴款待，陳萬賢無奈敷衍應酬，臨別又胡亂贈言玩弄他。股災後停市四天，復市首天再出現恐慌性拋售。滔滔持有逾三成「五蟹集團」股票，誓要托高股價減少損失。丁蟹再想起陳萬賢的提示，將「五蟹集團」股價由1.8元大手拋空至收市時的1毫，趁低吸納，同時重施故技以恆指期貨短倉合約，一日狂賺20億元，再贏一仗之餘使陳滔滔破產收場。
展博經歷股災後，決定瞞著阮梅與紀文隻身返港探望慧玲，慧玲恐丁蟹對他不利，寧跟他偷走到長洲。慧玲惶恐終日，展博設法令她鎮定，終使她感到溫暖。丁蟹往探慧玲始知她被帶走，遂四處打探其下落，無意間在碼頭見方展博在船上，慧玲卻不在身邊，料她一定身在島上，丁蟹四處追尋終在一酒店找到慧玲，強逼她答應婚事，慧玲不肯。丁蟹見慧玲對進新所送的戒指極其珍重，欲毀掉它以除去她的掛牽，令慧玲大受刺激要置丁蟹於死地。丁蟹被慧玲所傷，警察趕至制服慧玲，慧玲卻突然發難搶槍，糾纏間慧玲中槍不支倒地，慧玲找到进新送给她的戒指后在折返現場的展博懷中死去。
李立光接獲慧玲死訊，傷心不已，自願為她辦妥後事，但恐展博遭丁家尋仇，不讓他出席喪禮，要他先留在警署保命，展博堅決要去。紀文要求成邦出面求濟生保護展博，成邦要以紀文離開展博為條件才肯答應，紀文無奈從命發下毒誓。成邦低聲下氣央求濟生，怎料被當面拒絕，令他大覺丟臉，成邦決定召集昔日舊部與孝蟹等人對抗，以「上契酒」為名設宴找丁家談判，怎料孝蟹等人不買帳，还出言侮辱成邦。濟生被阮梅親手製作的杭州糕點打動，帶阮梅趕至宴席，稱已納她為義女，阮梅當面要四蟹放過展博，孝蟹懼其威勢，加上赴宴的警務處副處長表明警方將會插手，孝蟹等只好答應放過展博。紀文遵守承諾決心離開展博，向阮梅吐露心聲，怎料阮梅決意退出關係，臨走前留書要紀文好好照顧展博，成邦體諒愛女之情，出口術稱自己殺害紀文生母，要她返回展博身邊，又出資供方展博創業。展博、立光為慧玲設靈舉殯，初時只有紀文到場，阮梅送上花牌，正當以為再無來賓之際，城中富豪賀新、郭英中及韋家誠突然致送花牌，更現身靈堂致祭，令展博大感意外。
展博在港創辦「時代證券」，銳意發展股票事業，紀文主動協助。滔滔亦上門投靠展博，被展博認出滔滔正是曾與他隔岸狙擊「五蟹集團」，自稱「諸葛亮」的股壇高手。展博探望身患絕症垂危的葉天，葉天知方家慘劇後，盡最後一口氣向展博施授「股票必勝法」後死去。丁家事業一帆風順，萬賢試圖狙擊「五蟹集團」，但万贤因涉多項嚴重貪污罪再度被判入獄4年导致收購戰自動失敗，令丁家無故獲利2億元，財勢更大。
1990年，展博陪紀文返台探望成邦與濟生，欲找他們投資，發現阮梅原來一直在台照顧兩老，平時則到小學任教。紀文鼓勵展博往學校找阮梅，兩女皆感痛苦，逼展博作出抉擇，但展博仍難以決定，兩人遂同時與展博分開，相約周遊列國。同年美國政府立法充公非法黑錢後，美國頭號黑幫「希斯家族」得忠青社協助，在東南亞股票市場大洗黑錢，此外丁家还為哥倫比亞、意大利等國黑幫洗錢獲利，身家至1994年逾50億元。展博重遇阮梅及紀文，阮梅心臟病情愈見嚴重，紀文鼓勵展博向阮梅表白，阮梅決定留在展博身邊。
中東局勢不穩，美國部署空襲，外圍影響香港股市，丁蟹看準股市下跌，趁機沽售手上股票與期指。展博自知已有足夠財力與丁家比拼，並明白到須比丁家更幸運才能擊敗他們五父子，決定逆水行舟全數購入丁家所售股票，與丁家決一死戰。方展博以亡父留下的出市背心找到已是城中富豪的賀新、郭英中及韋家誠簽名的鈔票，力邀三人出手相助「借運」，聯手入市推高恆指。在美國宣佈出兵，中東開戰在即之際，眾人料港股必受外圍因素大跌，滔滔等認為方展博過於冒險，但展博堅持己見，預言「大奇蹟日」將會來臨，在聯交所交易大堂與丁家對質。韋家誠突然召開記者會，宣佈力撐股票市場，大手購入股票；賀新、郭英中亦同步入市，加上中東停戰消息，恆指創單日最大升幅，「大奇蹟日」最终實現，展博大仇得报。阮梅知展博大勝而趕來慶祝。紀文目睹二人擁抱，黯然落淚。
丁家由財富超過50億轉眼間負債逾100億，且遭各路黑幫圍剿以及警檢追緝，走投無路下在交易廣場天台墮樓，益蟹、利蟹及旺蟹先後被丁蟹拋下樓，孝蟹一躍而下。大仇得報的展博在辦公室內看著丁家四子逐一墜樓，憶起家人慘死的場面；丁蟹跳樓時卻絆倒電線而撞進展博辦公室內，頭破血流。展博與阮梅在皇后碼頭遇到紀文，紀文質問展博為何要父親成邦沽空期指之际大舉掃貨。展博稱會連本帶利賠償，保證成邦絕無損失，但紀文卻與他翻臉，展博不明所以；直至滔滔趕到通知展博，成邦知道投資失利後心臟病發猝死，展博始知鑄成大錯，但为時已晚。同日濟生在台北商業大廈外被槍殺，萬賢則在獄中上吊自殺，兩人均在「大奇蹟日」投資失利，負債纍纍。眾人破解7年前葉天臨終時留下的「股票必勝法」，葉天形容股市是「永無贏家之戰」，取勝之法只有「及早離去」。展博到羈留病房見丁蟹，丁蟹成为精神崩潰並惶恐終日的廢人。但他仍然强称自己是「心中富有」。幾經滄桑，展博帶阮梅拜祭家人後，兩人踏單車重拾昔日浪漫情景，在山上看日落。二人暢談將來幸福生活之際，阮梅卻突然心臟病發，在展博懷中安祥離世。

## 角色簡介

### 丁家
| 演員           | 角色                 | 關係                      | 背景 |
| 黎萱           | 何賤 （賤婆婆 丁太） | 丁蟹之母 四孫兒之祖母。   | 早年在方家當傭人。 亦是方進新的奶媽。後來因兒子打死進新，使方家家破人亡而感到內疚。晚年居於庵堂。不滿四孫兒對其不孝忤逆，又從事黑社會事業而聚斂不義之財，並極盡傷天害理之罪行，因此不肯搬回丁家同住，更多番表示寧願沒生過丁蟹。於第24集因四蟹要對付方家而被送往大陸療養，其後中風，於第30集被接回香港。得悉方家三姊妹被四蟹殺害後，在監獄探望丁蟹時，詛咒他及四孫兒不得好死。 |
| 鄭少秋         | 丁蟹                 |                           | 本劇兩大男主角之一，為人孔武有力、貪婪虛榮而傲慢自私、衝動躁狂而蠻橫無理，嫉妒心及支配心極強，視周遭的人為利用工具；頭腦簡單卻諸多理論，自認為對得起天地良心和對人正義，實際上卻極盡傷天害理之犯行；滿口仁義道德，實為強辭奪理、顛倒是非。因曾在擂台上一拳打死羅慧玲表哥，因此希望照顧羅慧玲；然而丁蟹的反常行為使慧玲恐懼，使其最終投靠方進新。 育有四子：孝蟹、益蟹、旺蟹、利蟹，與方進新本為情同兄弟的要好朋友，因誤會進新搶去慧玲而在第4集把他打至吐血重傷，至進新康復後（第6集）又把他意外打死。此後潛逃台灣，後再打死一個太保而被捕，入獄14年。第13集出獄後一度綁架龍成邦，釋放他後反被他逼往墨西哥（第14集）。至第17集又綁架周濟生妻子華姐，第18集釋放她並偷渡返港。第22集重遇羅慧玲，被她撞傷後雙雙送院，並因此遭警方包圍。丁蟹一度搶警槍挾持人質，最終經長子孝蟹說服後投降（第23集）。謀殺方進新案於第26集開審，丁蟹否認控罪，並不斷用歪理自辯，以為可打動陪審團；結果徒勞無功，第29集被判罪名成立，依例判處終身監禁。其後四子在第30集收買醫生，假扮確診丁蟹患癌，使他被特赦出獄。他隨後與四子由黑社會轉行至正當生意，同時其強運開始顯現，在賭馬單靠運氣便贏得過億元。於第33集成功令五蟹集團上市，編號1569，首日輸了6200萬，第34集更遭陳滔滔狙擊；然而他得到陳萬賢的提示，放棄五蟹集團並轉戰恆指期貨，大手沽空期指後碰巧股市崩盤大跌，因而幸運獲利，財產破10億。之後繼續採取同樣策略，每當股災即狂沽期指，從而賺取暴利；同時在毫無股票知識下拋空五蟹集團，使陳滔滔狙擊失敗並破產。於第36集痴纏羅慧玲而被她以利器多次插傷，然而羅慧玲搶警槍置丁蟹於死地時卻擦槍走火，結果把她間接害死。在第39集中盲目相信自己的運氣，加上誤判形勢，以為美國開戰後股票市場將會暴瀉，再度大舉沽空期指，結果被方展博看準機會，在1994年6月7日「大奇蹟日」中慘敗，由財富超過50億，一下子變成負債過100億美元。丁蟹走投無路下，帶著四子從交易廣場天台跳樓自殺，先把其中三子拋下樓，再看著孝蟹一躍而下，最後自己跳樓時卻被電線絆著及惧高而死不了，撞進方展博的辦公室內（第1集及40集）。事後他不但難逃被監禁的命運，而且弄至精神失常、武功盡失，一心尋死却只能苟活獻世，遺留臭名。 |
| 黃鳳           | 阿嬌                 | 丁蟹妻子                  | 丁孝蟹、丁益蟹、丁旺蟹、丁利蟹生母。因害怕丁蟹，結婚7年後離家出走，躲在澳門4年，被丁蟹發現她當舞女（妓女），其後被丁蟹用熱開水烫脸（第2集丁蟹憶述）。 |
| 黃昭明（童年） | 丁孝蟹               | 丁蟹長子 （老大、大佬孝） | 商人，黑社會「忠青社」龍頭。名下有很多生意。 為人行事果敢但面慈心險，初期從表面上看似一名有情有義的江湖中人，因而與方婷結為情侶；後因丁蟹回港，戀情被迫中斷。其後因方家指控父親謀殺方進新，決定和三名同為黑社會的弟弟壓迫方家，实为不忍心杀害方婷（第23至29集），其父判處終身監禁後，展露其「恐怖情人」的劣根性，把方家近乎滿門殺害，並繼續追殺奇蹟生還的方展博，在江湖上頒下格殺令。於第30集收買醫生確診丁蟹患上晚期癌症，以求特赦免除終身監禁之刑責，並受惠於父親的幸運，在股票市場大富大貴。最後在1994年6月7日「大奇蹟日」慘敗，一下子變成負債纍纍之餘，更遭各路黑幫圍剿及警檢追緝，走投無路，結果從交易廣場天台跳樓自殺（第1集及40集），是丁蟹的4個兒子中，惟一一個自行了断跳樓而亡。 |
| 邵仲衡         | 丁孝蟹               | 丁蟹長子 （老大、大佬孝） | 商人，黑社會「忠青社」龍頭。名下有很多生意。 為人行事果敢但面慈心險，初期從表面上看似一名有情有義的江湖中人，因而與方婷結為情侶；後因丁蟹回港，戀情被迫中斷。其後因方家指控父親謀殺方進新，決定和三名同為黑社會的弟弟壓迫方家，实为不忍心杀害方婷（第23至29集），其父判處終身監禁後，展露其「恐怖情人」的劣根性，把方家近乎滿門殺害，並繼續追殺奇蹟生還的方展博，在江湖上頒下格殺令。於第30集收買醫生確診丁蟹患上晚期癌症，以求特赦免除終身監禁之刑責，並受惠於父親的幸運，在股票市場大富大貴。最後在1994年6月7日「大奇蹟日」慘敗，一下子變成負債纍纍之餘，更遭各路黑幫圍剿及警檢追緝，走投無路，結果從交易廣場天台跳樓自殺（第1集及40集），是丁蟹的4個兒子中，惟一一個自行了断跳樓而亡。 |
| 關焯輝（童年） | 丁益蟹               | 丁蟹次子 （老二、老益）   | 打手，黑社會「忠青社」話事人。為人殘暴不仁、好色卻貪生怕死，生來有嚴重性變態的扭曲人格，多次誘拐、恐嚇、勒贖及強暴方敏，又於第22集與其亂倫，將致命性病傳染予對方，第28集更發黑函導致方敏跳樓自殺。第29集受長兄指使謀劃將方家近乎滿門殺害。雖然策劃方家滅門使他的黑幫事業受打擊，但是於第30集收買醫生確診丁蟹患上晚期癌症，以求特赦免除終身監禁之刑責，之後便在父親的幸運下，於股市中大富大貴。最後在1994年6月7日「大奇蹟日」中慘敗，一下子變成負責纍纍，更被各路黑幫圍剿及警檢追緝，結果在交易廣場天台被丁蟹强行拋下而跌死（第1集及40集）。 |
| 陶大宇         | 丁益蟹               | 丁蟹次子 （老二、老益）   | 打手，黑社會「忠青社」話事人。為人殘暴不仁、好色卻貪生怕死，生來有嚴重性變態的扭曲人格，多次誘拐、恐嚇、勒贖及強暴方敏，又於第22集與其亂倫，將致命性病傳染予對方，第28集更發黑函導致方敏跳樓自殺。第29集受長兄指使謀劃將方家近乎滿門殺害。雖然策劃方家滅門使他的黑幫事業受打擊，但是於第30集收買醫生確診丁蟹患上晚期癌症，以求特赦免除終身監禁之刑責，之後便在父親的幸運下，於股市中大富大貴。最後在1994年6月7日「大奇蹟日」中慘敗，一下子變成負責纍纍，更被各路黑幫圍剿及警檢追緝，結果在交易廣場天台被丁蟹强行拋下而跌死（第1集及40集）。 |
| 陳千豪（童年） | 丁旺蟹               | 丁蟹三子 （老三、阿旺）   | 律師，黑社會「忠青社」話事人。為人口齒伶俐卻卑鄙無恥，是一名斯文敗類，擅於利用法律漏洞為家族的非法事業舖路，並藉此協助父親出獄，於第30集收買醫生確診丁蟹患上晚期癌症，以求特赦免除終身監禁之刑責。之後便在父親的幸運下，於股市中大富大貴。亦有參與第29集策劃方家滅門。最後在1994年6月7日「大奇蹟日」中慘敗，一下子變成負責纍纍，更被各路黑幫圍剿及警檢追緝，結果在交易廣場天台被丁蟹强行拋下而跌死（第1集及40集）。 |
| 吳啟明         | 丁旺蟹               | 丁蟹三子 （老三、阿旺）   | 律師，黑社會「忠青社」話事人。為人口齒伶俐卻卑鄙無恥，是一名斯文敗類，擅於利用法律漏洞為家族的非法事業舖路，並藉此協助父親出獄，於第30集收買醫生確診丁蟹患上晚期癌症，以求特赦免除終身監禁之刑責。之後便在父親的幸運下，於股市中大富大貴。亦有參與第29集策劃方家滅門。最後在1994年6月7日「大奇蹟日」中慘敗，一下子變成負責纍纍，更被各路黑幫圍剿及警檢追緝，結果在交易廣場天台被丁蟹强行拋下而跌死（第1集及40集）。 |
| 顏建國（童年） | 丁利蟹               | 丁蟹幼子 （老四、阿利）   | 醫生，黑社會「忠青社」話事人。為人奸陰而不擇手段，視希波克拉底誓詞為廢紙，亦有參與第29集策劃方家滅門。於第30集收買醫生確診丁蟹患上晚期癌症，以求特赦免除終身監禁之刑責，之後便在父親的幸運下，於股市中大富大貴。最後在1994年6月7日「大奇蹟日」中慘敗，一下子變成負責纍纍，更被各路黑幫圍剿及警檢追緝，結果在交易廣場天台被丁蟹强行拋下而跌死（第1集及40集）。 |
| 郭政鴻         | 丁利蟹               | 丁蟹幼子 （老四、阿利）   | 醫生，黑社會「忠青社」話事人。為人奸陰而不擇手段，視希波克拉底誓詞為廢紙，亦有參與第29集策劃方家滅門。於第30集收買醫生確診丁蟹患上晚期癌症，以求特赦免除終身監禁之刑責，之後便在父親的幸運下，於股市中大富大貴。最後在1994年6月7日「大奇蹟日」中慘敗，一下子變成負責纍纍，更被各路黑幫圍剿及警檢追緝，結果在交易廣場天台被丁蟹强行拋下而跌死（第1集及40集）。 |

### 方家
| 演員                | 角色                        | 關係           | 背景 |
| 劉松仁 （特別客串） | 方進新                      | 股票大亨       | 六、七十年代初之股票大亨。 既有睿智、為人正直，事業如日中天；因不忿外國人（香江會，影射香港證券交易所）壟斷證券業，與陳萬賢等人創辦華人證券交易有限公司（華人會，影射遠東交易所）並為副總裁，持股22%，出市編號0002（第2集），但陳萬賢向申請上市的公司收受利益，方進新不齒其所為，而與他反目成仇。兩人對賭「北極星」股票，結果方進新看準陳萬賢大手拋空後未能「補倉」，因而大舉掃貨並把陳萬賢擊敗。為進新誕下四子女的前妻李潔雲（於16集方展博的成績單上出現名字）被一個用錢買駕駛執照的女子撞死，因而使他十分痛恨社會貪污的歪風（第3集）。與丁蟹本為情同兄弟的要好朋友，因被丁蟹誤會搶奪羅慧玲，在接丁蟹出獄當晚被其當街打至吐血昏迷引致腦部重創。在進新昏迷期間，跨過1973年石油危機引發的香港股災，並在廉政公署成立後甦醒，但因腦部重創而變成白痴。住院一年後出院，也從豪宅搬到油麻地唐樓中與慧玲和四子女方展博、方芳、方婷、方敏開展新生活，其求生意志甚強並慢慢開始回憶往事，此時丁蟹見進新逐漸康復，竟厚著面地登門哀求他撤銷控訴。進新不知所措，並與他互毆，卻被丁蟹錯手一拳打死（第6集，1973年9月7日）。 |
| 藍潔瑛              | 羅慧玲 （玲姐）             | 方進新之未婚妻 | 方展博、方芳、方婷、方敏之繼母。本劇並列三大女主角之一。 又是丁蟹一生傾慕的女人（因丁蟹打死他表哥，丁蟹「內疚」下要照顧她），因而成為方家、丁家恩怨情仇的起點。19歲認識方進新時是中七學生，進新昏迷後打兩份工，任職酒樓侍應。子女長大後轉職小巴司機。曾短暫喜歡丁蟹，因得知丁蟹的真實行為，大覺恐怖卻無從擺脫，於是向方進新求救。最初被方進新安排到他的酒吧工作（第2集），其後因方進新苦惱於華人會之黑暗，向她吐苦水，被她的說話啟發，因而成為方之私人助理，並與其生出情愫（第3集）。方進新昏迷的兩年間從不間斷到醫院照料，由於進新被丁蟹打至重傷，財產被凍結而令方家破產；但她不離不棄，直至進新死後仍把進新的兒女視為己出，撫育他們成人。然而展博年幼時很頑皮，有街坊因此向慧玲投訴，亦以為她是進新的太太，稱呼她為「方太」。進新之死令展博自暴自棄，慧玲一怒之下把他送往當學徒，然而展博被師傅欺負而流落街頭（第6集），結果慧玲還是要把他帶回家（第7集）。住劏房多年後獲編配馬鞍山恆安邨公屋（1206室），但揭發方婷與丁孝蟹交往，因而大怒並剪去方婷頭髮（第12集），之後更發現方展博跟隨方進新好友、但精神失常的葉天，自覺無法再管教四兄妹而離開方家（第16集）；直至一段時間後在交易所重遇方婷，才與她和好如初（第19集），之後方敏病發，慧玲為照顧方敏而返回方家（第23集）。多年後丁蟹於台灣出獄，並偷渡返港，方家指控丁蟹殺人而被丁家尋仇（第22至29集）。目睹眾女兒慘被丁家害死後罹患創傷後壓力綜合症（第28至29集），意圖撞死丁孝蟹四兄弟不果，後被判入住小欖精神病治療中心1年半。入院期間多番受到丁蟹等夥騷擾，為免丁家對方展博不利而假意順從丁蟹。方展博在台灣躲避多時後暗中回港，把她接走並帶到離島，然而卻被丁蟹發現，並遭他死纏爛打。眼見丁蟹將方進新送她的戒指「毀掉」後狂性大發，企圖將丁蟹置於死地，在混亂中搶警槍期間擦槍走火。最終丁蟹未有毀掉方進新給她的戒指，慧玲把丁蟹強行套上的戒指丟棄，並戴上方進新的戒指後，在趕回來的方展博懷中死去（第36集）。 |
| 黃寶龍（童年）      | 方展博 （阿博、孔明、衰佬） | 方進新長子     | 方進新長子，具強烈直覺與念力，聰明樂觀但性格怪異，有很高炒股票的天份，不擅表達情感。方家最長壽角色。本劇兩大男主角之一 開設公司職業炒股，曾從事電器修理工作。原先入讀國際學校，幼時因父親被丁蟹打至昏迷，父親欠債但沒法變賣資產，因而家道中落，轉到普通學校讀書而不能適應（第4集）。目睹父親被丁蟹打死，疼爱妹妹但行為得不到玲姐的諒解，被玲姐趕出離家當學徒，因被師傅欺負，而流落街頭（第6集）。於第7集被玲姐發現，並被她帶回家。在賤婆婆探訪方家時，對她破口大罵。因對父親之死的心情仍未平伏，從此自暴自棄，加上怨恨玲姐送他去當學徒，因此在門外的走廊惹事生非，吃飯時被玲姐打罵。得父親的股票界朋友葉天的啟發和訓練（第8集），重拾對股票市場的興趣，並從交易所低級職員做起；然而被玲姐發現，因為狂抄及洗腦式錄下「我方展博要發達，我方展博要做億萬富豪」，以及與葉天「救火」的舉動被玲姐誤會為瘋子，促使玲姐離開方家（第16集）。之後在交易所看穿陳萬賢沒有持有旗下公司的股票，成功協助陳滔滔在股壇擊敗陳萬賢（第18集），因而嶄露頭角；然而隨即因為指控丁蟹殺人，全家慘被已成為黑社會的丁家迫害，先是與方婷報案通緝丁蟹並與方芳和好後，即因打傷丁益蟹被捕，後獲當庭釋放，緩刑2年；再是親眼看著方敏跳樓自殺（第28集），再是於道堂為其亡妹方敏進行法事時，被丁孝蟹四兄弟買兇從天台拋下，墜樓受傷，方婷、方芳更墮地慘死。慘遭滅門後被逼出走台灣暫避，後遭阮梅及龍紀文發現（第31集），並輸掉阮梅畢生積蓄30萬（新台幣90萬），因而被她拳打腳踢。在絕境下重獲靈感，贏了新台幣128萬（第32集），後趁丁蟹五父子辦集團並上市，在陳滔滔的協助下，贏了五蟹集團400萬（第33集）。發財後瞞著阮、龍二人返回香港（第35集），接走羅慧玲並準備照顧她，然而丁蟹卻趁展博乘船離開時，趕至離島並對慧玲死纏爛打，最終方展博趕回時已經太晚，慧玲擦槍走火並死在展博懷中（第36集）。在阮、龍二人終於求得龍成邦和周濟生出面保護後，離開警署並辦好慧玲的喪禮，雖然場面冷清，但是香港首富韋家誠、賀新、郭英中卻到場致祭，展博大感意外，並為7年後請求三人協助報仇而埋下伏筆。之後創立時代證券有限公司（出市編號0217），夥拍陳滔滔在股票市場贏大錢（第38集），經過7年時間後終儲好彈藥，準備好報仇大計，並趁中東局勢引發股災，而與丁家決一死戰，每當丁家沽空期指，方展博即全數買入。方展博亦明白到要擊敗丁家，就必須比丁蟹更強運，因此在經過恆指連續4日的大跌市後約見三大富豪，求得他們在復市後瘋狂掃貨，加上美國出兵迅速擊敗中東狂人，及港府、中資機構入市，因而創造出港股「大奇蹟日」，展博在股票市場一舉擊倒丁家五父子，賺取過萬億美元，成功為方家報仇雪恨（第40集），並親眼目擊益蟹、利蟹、旺蟹及孝蟹相繼墮樓身亡，其後丁蟹墮樓時不慎掉進其房間（第1集及40集）。方展博同時受鄰居阮梅及好友龍紀文二人傾慕，三人關係複雜微妙，而展博要在二人中作出難捨的抉擇，最後選擇與阮梅一起（第39集），但大仇得報後卻因阮梅先天性心臟病發死亡，未能與她白頭（第40集）。同時方展博為求借運，不惜指示龍成邦及周濟生沽空期指，雖表明會連本帶利償還虧損，但龍紀文仍與他反目成仇，方展博看著龍紀文拂袖而去卻一頭霧水；直至陳滔滔趕到通知展博，龍成邦心臟病發死亡，展博始知為時已晚，恨錯難返。 |
| 劉青雲              | 方展博 （阿博、孔明、衰佬） | 方進新長子     | 方進新長子，具強烈直覺與念力，聰明樂觀但性格怪異，有很高炒股票的天份，不擅表達情感。方家最長壽角色。本劇兩大男主角之一 開設公司職業炒股，曾從事電器修理工作。原先入讀國際學校，幼時因父親被丁蟹打至昏迷，父親欠債但沒法變賣資產，因而家道中落，轉到普通學校讀書而不能適應（第4集）。目睹父親被丁蟹打死，疼爱妹妹但行為得不到玲姐的諒解，被玲姐趕出離家當學徒，因被師傅欺負，而流落街頭（第6集）。於第7集被玲姐發現，並被她帶回家。在賤婆婆探訪方家時，對她破口大罵。因對父親之死的心情仍未平伏，從此自暴自棄，加上怨恨玲姐送他去當學徒，因此在門外的走廊惹事生非，吃飯時被玲姐打罵。得父親的股票界朋友葉天的啟發和訓練（第8集），重拾對股票市場的興趣，並從交易所低級職員做起；然而被玲姐發現，因為狂抄及洗腦式錄下「我方展博要發達，我方展博要做億萬富豪」，以及與葉天「救火」的舉動被玲姐誤會為瘋子，促使玲姐離開方家（第16集）。之後在交易所看穿陳萬賢沒有持有旗下公司的股票，成功協助陳滔滔在股壇擊敗陳萬賢（第18集），因而嶄露頭角；然而隨即因為指控丁蟹殺人，全家慘被已成為黑社會的丁家迫害，先是與方婷報案通緝丁蟹並與方芳和好後，即因打傷丁益蟹被捕，後獲當庭釋放，緩刑2年；再是親眼看著方敏跳樓自殺（第28集），再是於道堂為其亡妹方敏進行法事時，被丁孝蟹四兄弟買兇從天台拋下，墜樓受傷，方婷、方芳更墮地慘死。慘遭滅門後被逼出走台灣暫避，後遭阮梅及龍紀文發現（第31集），並輸掉阮梅畢生積蓄30萬（新台幣90萬），因而被她拳打腳踢。在絕境下重獲靈感，贏了新台幣128萬（第32集），後趁丁蟹五父子辦集團並上市，在陳滔滔的協助下，贏了五蟹集團400萬（第33集）。發財後瞞著阮、龍二人返回香港（第35集），接走羅慧玲並準備照顧她，然而丁蟹卻趁展博乘船離開時，趕至離島並對慧玲死纏爛打，最終方展博趕回時已經太晚，慧玲擦槍走火並死在展博懷中（第36集）。在阮、龍二人終於求得龍成邦和周濟生出面保護後，離開警署並辦好慧玲的喪禮，雖然場面冷清，但是香港首富韋家誠、賀新、郭英中卻到場致祭，展博大感意外，並為7年後請求三人協助報仇而埋下伏筆。之後創立時代證券有限公司（出市編號0217），夥拍陳滔滔在股票市場贏大錢（第38集），經過7年時間後終儲好彈藥，準備好報仇大計，並趁中東局勢引發股災，而與丁家決一死戰，每當丁家沽空期指，方展博即全數買入。方展博亦明白到要擊敗丁家，就必須比丁蟹更強運，因此在經過恆指連續4日的大跌市後約見三大富豪，求得他們在復市後瘋狂掃貨，加上美國出兵迅速擊敗中東狂人，及港府、中資機構入市，因而創造出港股「大奇蹟日」，展博在股票市場一舉擊倒丁家五父子，賺取過萬億美元，成功為方家報仇雪恨（第40集），並親眼目擊益蟹、利蟹、旺蟹及孝蟹相繼墮樓身亡，其後丁蟹墮樓時不慎掉進其房間（第1集及40集）。方展博同時受鄰居阮梅及好友龍紀文二人傾慕，三人關係複雜微妙，而展博要在二人中作出難捨的抉擇，最後選擇與阮梅一起（第39集），但大仇得報後卻因阮梅先天性心臟病發死亡，未能與她白頭（第40集）。同時方展博為求借運，不惜指示龍成邦及周濟生沽空期指，雖表明會連本帶利償還虧損，但龍紀文仍與他反目成仇，方展博看著龍紀文拂袖而去卻一頭霧水；直至陳滔滔趕到通知展博，龍成邦心臟病發死亡，展博始知為時已晚，恨錯難返。 |
| 江麗娜（童年）      | 方芳 （芳芳）               | 方進新長女     | 方進新長女，展博之大妹，排行第二。 性格倔強，非常孝順及顧家。曾因展博離家當學徒而被迫輟學，到工廠工作，怨恨展博拋棄她們不顧，直至長大後（第22集）展博向她道歉，才原諒了他。於第24集開始遭丁孝蟹四兄弟尋仇，於第29集在道堂為其亡妹方敏進行法事時，被丁孝蟹四兄弟買兇殺害，從天台拋下而墜樓身亡。 |
| 吳詠紅              | 方芳 （芳芳）               | 方進新長女     | 方進新長女，展博之大妹，排行第二。 性格倔強，非常孝順及顧家。曾因展博離家當學徒而被迫輟學，到工廠工作，怨恨展博拋棄她們不顧，直至長大後（第22集）展博向她道歉，才原諒了他。於第24集開始遭丁孝蟹四兄弟尋仇，於第29集在道堂為其亡妹方敏進行法事時，被丁孝蟹四兄弟買兇殺害，從天台拋下而墜樓身亡。 |
| 趙冬兒（童年）      | 方婷 （婷婷）               | 方進新次女     | 方進新次女，展博之二妹，排行第三。 私立專上院校（原型樹仁學院——即現今香港樹仁大學）學生。一次險被丁益蟹強姦，幸丁孝蟹趕至將她救回，方婷因此對他留下良好印象，其後卻不自禁與他相戀。於第12集被玲姐得悉她與丁孝蟹交往，回家後被玲姐剪掉頭髮，更被迫離開方家。第13集在方展博力勸下，曾想返回方家但不果，更被方芳丟掉衣服，課本與學生證更被燒掉。在學期間兼職，在大都市財經雜誌社任職記者，訪問陳滔滔期間得他賞識，退學加入其公司，成為他的私人助理。陳滔滔離開美國通寶銀行後以陳滔滔給她的薪金入股陳滔滔新成立的公司。於第19集在交易所重遇玲姐，並與她和好。於第21集辭掉私人助理的工作，並因丁蟹回港，她與丁孝蟹矛盾驟起，二人分手。與方展博報案通緝丁蟹後返回方家，於第24集開始遭丁孝蟹四兄弟尋仇；於第29集在道堂為其亡妹方敏進行法事時，被丁孝蟹四兄弟買兇殺害，(海外錄影帶版本為丁孝蟹親手將她拋下樓(美國VHS版 ))從天台拋下而墜樓身亡。 |
| 李麗珍              | 方婷 （婷婷）               | 方進新次女     | 方進新次女，展博之二妹，排行第三。 私立專上院校（原型樹仁學院——即現今香港樹仁大學）學生。一次險被丁益蟹強姦，幸丁孝蟹趕至將她救回，方婷因此對他留下良好印象，其後卻不自禁與他相戀。於第12集被玲姐得悉她與丁孝蟹交往，回家後被玲姐剪掉頭髮，更被迫離開方家。第13集在方展博力勸下，曾想返回方家但不果，更被方芳丟掉衣服，課本與學生證更被燒掉。在學期間兼職，在大都市財經雜誌社任職記者，訪問陳滔滔期間得他賞識，退學加入其公司，成為他的私人助理。陳滔滔離開美國通寶銀行後以陳滔滔給她的薪金入股陳滔滔新成立的公司。於第19集在交易所重遇玲姐，並與她和好。於第21集辭掉私人助理的工作，並因丁蟹回港，她與丁孝蟹矛盾驟起，二人分手。與方展博報案通緝丁蟹後返回方家，於第24集開始遭丁孝蟹四兄弟尋仇；於第29集在道堂為其亡妹方敏進行法事時，被丁孝蟹四兄弟買兇殺害，(海外錄影帶版本為丁孝蟹親手將她拋下樓(美國VHS版 ))從天台拋下而墜樓身亡。 |
| 周寧欣（童年）      | 方敏 （敏敏）               | 方進新幼女     | 方進新幼女，展博之幼妹。 鳳儀中學預科生。性格純品，膽小怕事。成績優秀，被丁益蟹恐嚇後與對方發生關係，並染上性病。在香港高等程度會考考獲7A佳績。於第24集開始遭丁孝蟹四兄弟尋仇，第26集被丁益蟹反告偷竊，第28集遭丁氏張貼其患性病傳單引致崩溃而跳樓自殺。 |
| 楊羚                | 方敏 （敏敏）               | 方進新幼女     | 方進新幼女，展博之幼妹。 鳳儀中學預科生。性格純品，膽小怕事。成績優秀，被丁益蟹恐嚇後與對方發生關係，並染上性病。在香港高等程度會考考獲7A佳績。於第24集開始遭丁孝蟹四兄弟尋仇，第26集被丁益蟹反告偷竊，第28集遭丁氏張貼其患性病傳單引致崩溃而跳樓自殺。 |
| 黎秀英              | 好姐                        | 家傭           | 在方家工作的家傭（第1至4集）。 |
| 陳文舒              | 工人                        | 家傭           | 在方展博大宅工作的家傭（第39集）。 |
| 梁潔英              | 工人                        | 家傭           | 在方展博大宅工作的家傭（第39集）。 |

### 阮家
| 演員     | 角色                      | 關係       | 背景 |
| 歐陽莎菲 | 關彩                      | 阮梅外婆   | 阮梅外婆，與其相依為命。患有家族先天性心臟病，於第20集意外誘發心臟病而死。 |
| 周慧敏   | 阮梅 （慳妹、阿梅、衰婆） | 方展博妻子 | 原為方家鄰居，祖籍杭州臨安牛家村人。本劇三大女主角之一 因為家族先天心臟病（姊姊24歲病逝），年紀輕輕就失去雙親，從小與外婆關彩相依為命；為人非常慳吝，卻煮得一手好菜，曾因長期吃隔夜菜和逾期罐頭而患上霍亂。其實阮梅家族患有先天心臟病，家人先後因此病死去，她自身亦不例外，慳吝是為了自己身後打算。搬進馬鞍山恆安邨後（第6集），找方展博維修電視而認識對方，才剛相識時，已因為賭博，而輸掉她借他的200港幣（2015年換算率：850新台幣），而還沒認識一星期，已損失500港幣（2015年換算率：2125新台幣）因而大怒並對他拳打腳踢。（第7集），與展博日久生情。與龍紀文雖是情敵，卻又成為好姊妹。後來知道展博與丁家的瓜葛，本已返回杭州的她欲助展博，到台灣並與龍紀文一同四出尋找展博。幾經辛苦後找到展博，阮梅為他洗衣煮飯，將30萬港幣的畢生積蓄（2015年換算率：新台幣1.275百萬）給他買股票；不料方展博把她的積蓄輸清光，害她昏倒（第31集），但後來又願意與他一同絕食，置諸死地而後生，終於成功翻本，一口氣賺回128萬（第32集）。方展博回港後被丁家追殺，她與龍紀文苦苦哀求下，龍成邦決定出面，但周濟生仍然拒絕；然而阮梅的杭州菜終於打動周濟生，被他收為契女（第37集），並因此促使他變相出面，救了方展博一命。1994年，從龍紀文口中得知阮梅心臟病惡化的方展博終向阮梅求婚，而「大奇蹟日」後方展博欲與她過二人世界，不料阮梅心臟病發，在方展博懷中死去。 |

### 龍家
| 演員   | 角色            | 關係       | 背景 |
| 曾江   | 龍成邦          | 總華探長   | 貪污总华探長。 包庇黑道，包括販賣白粉的大毒梟周濟生、手下朱乃游從事黑道，並因而與周濟生成為結拜兄弟（第2集）。廉政公署成立後被拘控，因而棄保潛逃至台灣（第4集）。有妻妾7人及子女30多人，晚年虽只有龍紀文孝順，但认为其想谋夺他的其他家产。龍紀文險被丁蟹綁架，但龍成邦卻懶理女兒警告，結果被丁蟹綁架（第13集），要周濟生拯救（第14集）。後來紀文多番請求下，動用人脈保護方展博，並認展博作乾兒子，更出面要求周濟生協助保護方展博，事後又提供本金予展博開公司（第38集）；不料他卻恩將仇報，1994年6月7日「大奇蹟日」中，受他指示下沽空恆指期貨，但得悉港股暴升，一下子變成負債數以億計，而心臟病發猝死（第40集）。實際上方展博只是想借他的霉運來協助擊敗丁蟹，事後已向龍紀文表明將會把款項連本帶利存入其戶口；然而當時龍成邦已經暴斃，令紀文與方展博反目成仇。 角色原型為呂樂。 |
| 郭藹明 | 龍紀文 （癲婆） | 龍成邦之女 | 龍成邦之女，母親為妓女。 本劇並列三大女主角之一。為人堅強、好勝。小時被龍成邦接到台灣，惟在10歲時因龍成邦分家而被趕走。因截的士被方展博搶去並踢她下車而和方展博結緣，並愛上他。回到台灣後意圖和龍成邦重拾父女情，但被趕走（第11集），之後在龍家門外遇上丁蟹，險被綁架，逃走後曾返回龍家警告父親（第12集），但父親沒有理會，結果他被丁蟹擄走。找同父異母哥哥求救，同樣不獲理會，終需求周濟生救父。於第25集赴台灣求周濟生救方展博一家，但失敗收場（第25集），未能阻止方家被滅門。得知方展博生還並避走台灣後，與由杭州飛抵的阮梅一同尋找展博，並協助他狙擊丁家的「五蟹集團」。方展博瞞著阮、龍二人回港後，龍紀文求父親協助，再次找周濟生保護方展博，更被逼發下毒誓，終於龍成邦答允約見周濟生，請他出面不果後嘗試動用人脈，保護方展博。及後她與展博、陳滔滔合組股票公司，助展博儲備彈藥與丁蟹一家決一生死；收到丁孝蟹告訴其父親可以放棄方婷而把其殺害之後也可殺害方展博的消息後憤怒不果而意圖想使用椅子殺死丁孝蟹，反而遭其弟丁利蟹阻止 (第37集) ; 但3年後與方展博返台探父時遇上阮梅，並不忿展博拖泥帶水、猶豫不決，與阮梅雙雙離開展博，環遊世界（第39集，1990年）。1994年與阮梅返港，並把阮梅病情惡化的消息告知方展博，終促成方展博向阮梅求婚。但紀文沒想到被展博出賣，龍成邦在6月7日「大奇蹟日」被方展博指示沽貨後，得知港股狂升而猝死，結果龍紀文把方展博看成殺父仇人，與他反目成仇。 |

### 證券業人士
| 演員   | 角色                                             | 關係                     | 背景 |
| 劉松仁 | 方進新                                           | 股票大亨                 | 見方家 |
| 劉青雲 | 方展博                                           | 方進新長子               | 見方家 |
| 林保怡 | 陳滔滔 （滔滔Chan、諸葛亮、 一劍震神州（暗示）） | 陳萬賢之私生子           | 陳萬賢之私生子，股壇高手。 喜愛說自創故事及玩Showhand，畢業於美國紐約大學，為美國通寶銀行證券部總裁，是美國通寶銀行最年輕的總裁（出市編號0888），來港調查陳萬賢的經營手法及他旗下7間公司的帳目。 曾懇求陳萬賢見其患末期癌症母親（李鳳英）最後一面，但被陳萬賢拒絶，陳萬賢遺下數千元要求他離開。（第15集） 有Showhand王之稱，看穿陳萬賢手牌不成對，和他晒冷，結果贏得賭局。（第15集） 曾因公司支持陳萬賢而停止對其團隊提供資金（第16集），令他被迫遠赴台灣，懇求周濟生提供資金，此事亦導致他其後辭職創辦公司 於第18集得方展博之助，成功在股壇擊敗父親陳萬賢 在第15集遇上方婷，因賞識她而聘請她為私人助理，日夕相對下對方婷產生情愫，惟方婷早已情傾丁孝蟹。 方婷死後替其報仇（出市編號0217），在第33集贏了丁蟹父子4000萬，其後欲在股壇收拾他們，可惜功敗垂成，遇上股災加上高價購入大量五蟹集團股票而破產（第35集）；亦因而認識方展博的炒股天份。 於第38集加盟方展博創立的時代證券。 於第40集告知方展博龙成邦心脏病发死亡的消息。                                            |
| 江毅   | 陳萬賢                                           | 華人證券交易有限公司總裁 | 華人證券交易有限公司（華人會，影射遠東交易所）總裁及第一屆監察委員會主席，出市編號0001。 為人貪心，不擇手段。雖與方進新聯手創立華人會，但為富不仁，收受新上市公司利益。因認為北極星公司與英國政府的官司將會輸掉，故在沒有持有北極星股份下拋空北極星公司，方進新趁機和他對賭（第3集），即使多次以主席特權與方進新鬥法，但被方進新收購77%股票，因而沒法在市場上購回已拋空的北極星股票平倉，輸給方進新。（第4集） 後成為6家上市公司（萬興地產、美利都、萬光創建、萬興置業、大國都、萬光國際）主席，與私生子陳滔滔的爭鬥中，利用各間公司聯線控股對抗陳滔滔，因陳滔滔有方展博的協助，又輸給陳滔滔，而因被陳滔滔及其下屬揭發旗下公司的帳目有問題，而被廉政公署拘捕。（第15-19集） 出獄之後，被丁蟹的不知所謂的打擾所煩，但在諷刺丁蟹的言語中，令丁蟹曲解，反而助丁蟹在股市中擊敗陳滔滔為方婷所做的收購戰。（第33-35集） 最後想要在股壇中狙擊丁蟹，香港政府卻重新調查他過往涉及的貪污案件，輸在丁蟹的無限好運之下。（第38-39集） 最後在牢裡上吊自殺。（第40集） 角色原型為李福兆 |
| 羅樂林 | 葉天                                             | 股壇高手                 | 资深股票經紀，華人會成立時曾和方進新合照。 因眼見股壇黑暗，準備離開華人會到外國前回到華人會，在華人會遇上被迫收受龍成邦黑錢因而失意躲在華人會的方進新，對他說出勉勵的說話，並表示如他日方進新成為華人會主席，會返回香港重當股票經紀。（第2集） 被方進新邀請回港，擔任他的出市代表，和陳萬賢對賭北極星公司。（第3-4集） 精神失常後，與方展博重遇，並令方展博重拾對股票市場的興趣（第8集） 向方展博講解陳萬賢策略，準確預測陳萬賢旗下公司第二日的交易金額及收市價（第15集），並留下「戰雲密佈，三江之中，風浪不息，鐵索連舟，如履平地」啞謎（第17集）。 在最後的清醒階段，傳授方展博所學的股票心得，使他的炒股技術大增。（第17-18集） 遇上羅慧玲，在她協助下見證方展博打敗陳萬賢（第18-19集） 因腦癌入院，在住院期間綜合了自己和方進新的股票心得而成一首稀奇古怪的詩，名為「股票必勝法」，並傳授予展博，最後於醫院因腦癌安詳離世。（第38集） |
| 黃天鐸 | Ben                                              | 陳萬賢出市代表           | 華人會替陳萬賢工作，曾被陳萬賢承諾任命為副總裁以取代方進新（第2-4集），亦是陳萬賢的出市代表（第15-19集），陳滔滔成為陳萬賢旗下公司主席後被陳滔滔解僱（第19集） |
| 方傑   | Jones                                            | 陳萬賢出市代表           | 華人會替陳萬賢工作（第2-4集），亦是陳萬賢的出市代表（第15-19集），陳滔滔成為陳萬賢旗下公司主席後被陳滔滔解僱（第19集） |
| 黃文標 |                                                  | 方進新出市代表           | 在華人會擔任方進新的出市代表（第2-4集）。 |
| 陳中堅 | 卓 （老卓）                                      | 方進新出市代表           | 在華人會擔任方進新的出市代表，因方進新眼見股市過熱，替方進新拋售手上股份（第2集），及後協助方進新和陳萬賢對賭北極星公司（第3-4集）。 |
| 黃成想 | 屠/出市代表乙                                    | 方進新出市代表           | 在華人會擔任方進新的出市代表（2-4集），其後在聯交所擔任出市代表（第15-19集） |
| 蘇恩磁 | 萍姐                                             | 股票經紀                 | 股票經紀（第15集起），文學根底不俗，向方展博解釋鐵索連舟的典故 |
| 蕭山仁 | 明叔                                             | 股票經紀                 | 股票經紀（第15-19集、第33集起），方展博多次請教之對象，在方展博投身股票界初期替他交易股票 |
| 黃建峰 | Boy甲                                            | 交易場員工               | 聯交所交易場員工（第15-19集） |
| 黃瑋琳 | Boy乙 出市代表（蛇仔明）                         | 交易場員工               | 聯交所交易場員工（第15-19集），於第33集成為出市代表 |
| 李顯明 | Tony                                             | 出市代表                 | 在華人會工作的出市代表 |
| 麥嘉倫 |                                                  | 出市代表                 | 出市代表（第15-19集） |
| 鄧汝超 |                                                  | 出市代表                 | 出市代表（第15-19集），曾向方展博推介美利都 |
| 游飈   |                                                  | 出市代表                 | 出市代表（第33集起）／大戶（第33集） |
| 林家棟 | 星                                               | 出市代表                 | 在聯交所交易場內替丁家辦事 |
| 黃德斌 | 祥                                               | 出市代表                 | 在聯交所交易場內替丁家辦事 |
| 邵卓堯 | 富                                               | 出市代表                 | 在聯交所交易場內替丁家辦事 |
| 莫燕嫦 | Ruby                                             |                          | 在聯交所交易場內替陳滔滔辦事 在第39集加盟時代證券（方展博之公司）。 |
| 張鴻昌 | Frankie                                          | 美國通寶銀行職員         | 美國通寶銀行職員，隨陳滔滔來港調查陳萬賢旗下公司帳目。 因公司拒絶為其團隊提供資金，致電找總裁要求重新提供資金，助陳滔滔反敗為勝。 陳滔滔自立門戶後替他辦事。 在第39集加盟時代證券（方展博之公司）。 |
| 容嘉勵 | Teresa                                           | 美國通寶銀行職員         | 美國通寶銀行職員，隨陳滔滔來港調查陳萬賢旗下公司帳目。 陳滔滔自立門戶後替他辦事。 |
| 王維德 | Paul                                             | 美國通寶銀行職員         | 美國通寶銀行職員，隨陳滔滔來港調查陳萬賢旗下公司帳目。因與陳萬賢的爭鬥中虧損龐大，而團隊因華姐之死出現資金短缺，為了家庭生計，離開陳滔滔團隊，被陳滔滔安排調到其他部門。 |
| 林韋辰 | Michael                                          | 美國通寶銀行職員         | 美國通寶銀行職員，隨陳滔滔來港，擔任出市代表。因與陳萬賢的爭鬥中虧損龐大，而團隊因華姐之死出現資金短缺，為了家庭生計，離開陳滔滔團隊，被陳滔滔安排調到其他部門。 |
| 張百賢 | Eric                                             | 美國通寶銀行職員         | 美國通寶銀行職員，隨陳滔滔來港，擔任出市代表。因與陳萬賢的爭鬥中虧損龐大，而團隊因華姐之死出現資金短缺，為了家庭生計，離開陳滔滔團隊，被陳滔滔安排調到其他部門。 |
| 郭卓樺 | Marco                                            | 陳滔滔下屬               | 陳滔滔下屬（第33集起） 在第39集加盟時代證券（方展博之公司）。 |

### 皇家香港警察
| 演員   | 角色            | 關係      | 背景 |
| 曾江   | 龍成邦          | 總華探長  | 參見龍家 |
| 承恩   | 藍金            | 探長      | 影射藍剛、四大探長。 |
| 羅鴻   | 韓正中          | 探長      | 影射四大探長。 |
| 王華盛 | 劉亮            | 探長      | 影射四大探長。 |
| 河國榮 | 關Sir           | 警司      | |
| 艾威   | 李立光（光Sir） | 方家好友  | 暗戀慧玲的小男人警察，默默在背後幫助方家。因為方家不斷被丁家滋擾，為了保護他們，於第25集暫住於方家。 原已計劃與玲姐合資開設雪糕店，但因玲姐入獄加上方家遭滅門而作罷。 |
| 吳祖基 | 關sir           | 沙展      | 1973年在夜場收受金錢利益、輕薄女侍應Mable（第1集） |
| 李國輝 | 卓Sir           | 幫辦      | 警告丁孝蟹四兄弟勿對方展博不利（第37集），但被丁孝蟹囂張回應。 |
| 劉榮織 | Sir             | 卓sir下屬 | 警告丁孝蟹四兄弟勿對方展博不利（第37集） |
| 吳亞圓 | 達Sir           | 卓sir下屬 | 警告丁孝蟹四兄弟勿對方展博不利（第37集），但被旺蟹、利蟹囂張回應。 |
| 洪一鳴 |                 |           | 因方展博被丁孝蟹四兄弟追殺，協助在警署保護方展博。（第37集） |
| 鄧榮燊 | 副警務處長      |           | 因方展博被丁孝蟹四兄弟追殺，得悉龍成邦在臺設宴保方展博，決定率領警務處高層前往協助，向丁孝蟹等人攤牌。（第37集）                                                      |

### 忠青社
| 演員   | 角色   | 關係               | 背景                                                                                           |
| 邵仲衡 | 丁孝蟹 | 龍頭               | 參見丁家                                                                                       |
| 陶大宇 | 丁益蟹 | 話事人             | 參見丁家                                                                                       |
| 吳啟明 | 丁旺蟹 | 話事人             | 參見丁家                                                                                       |
| 郭政鴻 | 丁利蟹 | 話事人             | 參見丁家                                                                                       |
| 葉振聲 |        | 丁孝蟹、丁益蟹手下 | 於第8集挾持方展博到酒樓面見丁益蟹 於第24集受丁孝蟹指使以鐵鎖鎖著方家及其鄰居大門及在走廊放煤油 |
| 鄭君寧 |        | 丁孝蟹、丁益蟹手下 | 於第8集挾持方展博到酒樓面見丁益蟹 於第24集受丁孝蟹指使以鐵鎖鎖著方家及其鄰居大門及在走廊放煤油 |
| 何昭傑 |        | 丁孝蟹、丁益蟹手下 | 於第13、14集阻止方婷與丁孝蟹會面 於第24集受丁孝蟹指使以鐵鎖鎖著方家及其鄰居大門及在走廊放煤油  |
| 李衛民 |        | 丁孝蟹、丁益蟹手下 | 於第13、14集阻止方婷與丁孝蟹會面                                                               |
| 陳紹華 | 程     | 丁孝蟹手下         |                                                                                                |
| 張耀星 | 龍     | 丁孝蟹手下         |                                                                                                |
| 李國輝 | 輝     | 丁孝蟹手下         |                                                                                                |
| 博君   | 唐     | 丁孝蟹、丁益蟹手下 | 丁蟹在待審期間，被丁家兄弟安排，陪伴及照顧丁蟹（第25-29集）                                    |
| 黃仲匡 | 宋     | 丁孝蟹、丁益蟹手下 | 丁蟹在待審期間，被丁家兄弟安排，陪伴及照顧丁蟹（第25-29集）                                    |

### 其他角色
| 演員             | 角色                    | 關係            | 背景 |
| 劉江             | 周濟生 （濟哥、白粉濟） | 香港大毒梟      | 潛逃往台灣的香港大毒梟，潮州人。 與前香港貪污華探長龍成邦為結拜兄弟，晚年因妻子的死開始迷信道教。劇中有數幕與龍成邦談判的場面相當精彩。因被聖姑向自己表示龍紀文是他兩夫妻的尅星，而不满龙纪文。因认定龍紀文是他兩夫妻的尅星，而害死华姐，而多番拒绝龙纪文請求济生保護方展博。最後阮梅因為煮的杭州菜與蘇杭點心跟亡妻所做的一樣，濟生大為感動，收她為誼女（第37集），並應允出面 於第40集在台灣街頭疑似被对头人買兇槍殺。 角色原型為吳錫豪 |
| 黃愷欣           | 伍寶華 （華姐）         | 周濟生之妻      | 周濟生之妻，杭州人。 人稱「毒蝴蝶」，對紀文如女兒般 於第17集被丁蟹綁架 於第18集被釋放 於第18集因目睹周濟生中槍而心臟病發死亡 |
| 麥子雲           | 阿 貴                   | 周濟生保鏢      | 阿貴這個角色雖然是保鏢，不應該讓慳妹接近周濟生，但是了解到慳妹苦心，幫慳妹帶佢親手做嘅點心俾濟哥，雖然知道老細想趕慳妹走， 最後做到可以平衡兩邊，結果可以幫到方展博，救番佢一命。 |
| 雲大華           |                         | 周濟生手下      | |
| 邱南隆           | 進叔                    | 周濟生手下      | |
| 陳月茹           | 阿銀（銀姐）            | 周濟生家傭      | 周濟生在台灣大宅之家傭 |
| 鄭雷             | 朱乃遊（奶油哥）        | 龍成邦手下      | 龍成邦手下，成都投資有限公司老闆，丁蟹最初跟隨他（第2集） 因丁蟹苦纏方進新，受龍成邦命令，安排手下制服他，丁蟹因而第一次坐窂。（第3集） |
| 梁月萍           | 師奶                    | 方家鄰居        | |
| 陳妹妹           | 師奶                    | 方家鄰居        | |
| 陳惠瑜           | 師奶                    | 方家鄰居        | |
| 郭德信           | 韋家誠                  | 香港大亨        | 欲將黃河實業（影射長江實業）上市。 不忿需要贈送股份予華人會，因而被當時副主席方進新賞識。（第1集） 在船塢與方進新會面，講述如獲批上市，將會收購黃埔行（在大埔有很多貨倉，在葵涌擁有貨櫃碼頭，還有很多優質的地段，可以發展為大型屋邨，影射黃埔船塢），並會將會面地點發展為超過50幢住宅的大型屋苑，而得到方進新預先批准其上市計劃，並承諾如黃河實業上市，而他仍在股票界，可幫他策劃收購戰。被方進新評價為不出十年將在香港叱咤風雲。（第3集） 在羅慧玲的喪禮中向羅慧玲致祭。（第38集） 為報答方進新，經方展博請求，大奇跡日聯同郭英中、賀新入市，借運予方展博。（第39-40集） 影射香港富商李嘉誠 |
| 呂劍光           | 郭英中                  | 方進新好友      | 方進新好友，喜愛踢足球。 曾因方進新拉線，助他及賀新拿到投賭權。經賀新安排，在足球場和方進新會面，被方進新說服，以助方進新和陳萬賢對賭北極星公司（第3集），暗中吸納北極星公司股份（第4集）。 在羅慧玲的喪禮中向羅慧玲致祭。（第38集） 為報答方進新，經方展博請求，大奇跡日聯同韋家誠、賀新入市，借運予方展博。（第39-40集） 影射愛國商人霍英東 |
| 紀保羅           | 賀新                    | 方進新好友      | 方進新好友，喜愛打網球。 曾因方進新拉線，而助他及郭英中拿到投賭權。安排郭英中和方進新在足球場會面，以助方進新與陳萬賢對賭北極星公司（第3集），暗中吸納北極星公司股份（第4集）。 在羅慧玲的喪禮中向羅慧玲致祭。（第38集） 為報答方進新，經方展博請求，大奇跡日聯同韋家誠、郭英中入市，借運予方展博。（第39-40集） 影射著名商人何鴻燊 |
| 廖麗麗           |                         | 法官            | 丁蟹謀殺方進新案之主審法官（第26-29集），判處丁蟹繯首死刑。（第29集） |
| 楊瑞麟           |                         | 主控官          | 丁蟹謀殺方進新案之主控官（第26-29集），成功令丁蟹判缳首死刑。（第29集） |
| 梁健平           | 林律師                  | 律師團成員      | 丁家聘請為丁蟹打官師的律師團成員（第25-29集） |
| 何浩源           | 張律師                  | 律師團成員      | 丁家聘請為丁蟹打官師的律師團成員（第25-29集） |
| 虞天偉           | 神功大師                |                 | 受丁孝蟹之請，替其父丁蟹作神功，助其康復癌症，實只為掩人耳目。（第30集） |
| 羅鴻             | 金                      |                 | 陳滔滔前下屬，因害怕失去工作而離開其部門 |
| 郭少芸           | 聖姑                    |                 | 華姐死後周濟生開始到她的道壇（第25集），向周濟生表示龍紀文是他兩夫妻的尅星。 阻止周濟生救方展博（第29集） |
| 黃一飛           | 發                      |                 | 和方展博住在窩打老道天橋底，跟方展博學師修理電器，並一起擺檔。（第6-7集） 方展博回家後消失。 |
| 孫季卿           |                         | 士多老闆        | 士多老闆，羅慧玲和丁蟹偷竊他的士多（第1集） |
| 曹濟             |                         | 羅慧玲姨丈      | 羅慧玲姨丈，經營辦館。因誤會羅慧玲跟隨丁蟹，和丁蟹爭辯下被丁蟹打傷（第1集） |
| 謝月美           |                         | 羅慧玲姨母      | 羅慧玲姨母（第1集） |
| 區嶽             |                         | 解籤佬（第4集） | |
| 麥皓為           |                         | 報紙檔老闆      | 聘請方進新疊報紙（第5集） |
| 游飈             |                         | 報紙檔職員      | 同情方進新（第5集） |
| 吳亞圓           |                         | 報紙檔職員      | |
| 張帆             |                         |                 | 參與陳萬賢與陳滔滔賭局 |
| 吳祖基           |                         | 懲教署懲教主任  | 1986年 在丁蟹服刑監倉任職。看管丁蟹，喝令肅靜及立即瞓覺。並疑惑地問丁蟹自覺打死人無做錯？（第29集） |
| 曾慧雲           | 阿玉                    |                 | 丈夫六年前被丁孝蟹仇家抽中，殺丁孝蟹不遂反被丁孝蟹殺死，丈夫被殺當日正值她生下兒子星仔，丁孝蟹及後照顧她，及為她買下大嶼山一間士多。（第14集） |
| 黎耀祥           |                         | 大頭            | （阿成，綽號大頭）是周濟生手下，接周濟生命令毆打丁蟹，反被丁蟹打至癱瘓， |
| 馮瑞雲           |                         | 大頭母親        | 其子（阿成，綽號大頭）是周濟生手下，接周濟生命令毆打丁蟹，反被丁蟹打至癱瘓，因此到台灣照顧兒子，丁蟹出獄後曾探望其子，但當她知道丁蟹身份後便把丁蟹趕走。（第14集） |
| 羅國維           |                         | 陳萬賢手下      | |
| 凌禮文           |                         | 陳萬賢好友      | 在陳萬賢和Ronald的Showhand賭局中出現（第15集） |
| 凌禮文           |                         | 醫生            | 丁蟹之主診醫生，被丁家收買，確認丁蟹已患末期癌症（第30集） |
| 田自義（日本仔） |                         | 陳萬賢手下      | 在赤柱監獄門外駕車接陳萬賢（第34集） |
| 雷小明           |                         | 送花工人        | 在羅慧玲靈堂送花的工人（第38集） |
| 張玉嬌           | 護士甲                  |                 | 第38集 |
| 王偉樑           | 志                      |                 | 五蟹集團員工（第39集） |
| 何子滿           |                         | 司機            | 第39集 |
| 歐陽燕萍         |                         | 接待員          | 第39集 |
| 计祥龙           |                         | 搬屋工人        | 第4集，方家搬離豪宅的跟車工人 |
| 何美好           |                         | 護士            | 小欖精神病治療中心的護士 |

## 創作與製作

### 創作過程
據此劇製作人員在學者的訪問中透露，此劇醞釀之初共有四個方案：
- 方案一：以托佛勒式的未來預測，描畫九七回歸後香港之變化。
- 方案二：九七回歸前股市大跌，故事圍繞股災發展。
- 方案三：以大亞灣核電站在1997年發生大爆炸為背景。
- 方案四：故事從1994年開始，恆生指數暴升4000點。

最終因不想觸及九七回歸及過於真實等政治考慮而選擇方案四，故事架構由此演變而來。:89-92

### 取景

#### 英屬香港
劇中在馬鞍山恆安邨取景，劉青雲飾演的主角方展博一家，便是居住在恆安邨恆月樓，而楊羚飾演的方敏第28集也是在恆月樓走廊盡頭跳樓自殺。惟走廊、升降機大堂場景實為電視城廠景，更出現設定錯誤（例如劇中Y型大廈電錶房位置實為另一部升降機、走廊後樓梯及公共空間不翼而飛、單位廚房為政府廉租屋設計而非後期設計，理應不會設有百葉窗及晾衣鐵閘，因此現實上不可能僭越隔鄰單位）。而玲姐一家搬入恆安邨後，在恆安商場的「津津粥麵」開餐，目前已改為「聚喜燒鵝」。
拍攝方婷就讀專上學院及上學、放學的場景，大多在樹仁學院（現今香港樹仁大學）教學大樓正門外及北角寶馬山慧翠道、賽西湖商場及附近一段寶馬山道一帶拍攝。
賤婆婆居住的齋堂在圓玄學院及通善壇安老院取景。
拍攝方敏就讀鳳儀中學及上學、放學，及方展博替其妹拿取香港高等程度會考成績的場景，在聖道女子中學及石硤尾大坑東一帶取景。
第2集，丁蟹在羅慧玲學校門外等候她，在西灣河香港中國婦女會中學門外取景。
第2-6集方家居住的九龍塘豪宅，位於根德道23號，即根德小築時鐘酒店對面。
第8集方展博和阮梅到馬場賭馬後用餐，在九龍城黃明記粥粉麵拍攝。
第11集方婷在油麻地助選，丁孝蟹平治車停泊的爛地停車場是在官涌庇利金街，（現在）百利金商業中心對面。之後，丁孝蟹和方婷到附近甜品店食糖水，實際上是在土瓜灣甘露甜品拍攝。
第13-14集中，丁孝蟹前往台灣營救父親前，到大嶼山的士多探望星仔母子，實際上是在西貢大網仔的「有利士多」拍攝。
第22集中，丁蟹跟踪玲姐，乘坐她的小巴，後來發生衝突的地方，是大埔工業區大景街2號的Motorola Semiconductor（萬力半導體，後來改名 Freescale Semiconductor）的 Silicon Harbor Center（矽港中心），現在是鳳凰衛視。
第25集，展博在阮梅回鄉前，選購單車後載著她由大埔仁興街轉出，望到普益街的樓牆身，印有生力啤廣告。 轉眼已見踩車的地方是沙田大涌橋路旁的單車徑，近沙燕橋，瞬間轉至馬鞍山對岸，近水警基地附近的單車徑。（當年因應香港科學園，Hong Kong Science Park 的建造而需要填海的部份，應該還未存在）
第33集玲姐入住的療養院於薄扶林東華三院馮堯敬醫院取景。（大口環道9號）
第36集展博帶玲姐匿藏大嶼山住所躲避丁蟹，其實是位於銀礦灣的梅窩酒店；而玲姐在大嶼山搶警員佩槍殺丁蟹，因警槍走火中槍身亡。拍攝地點其實是西貢井頭村沙灘旁的露天茶座，如今已變成法國餐廳。
第38集阮梅在台灣啟思小學教授小學生唱歌，所在小學其實是位於慈雲山的聖公會顯真堂退修營。
其他取景地方包括：景林邨、大圍美林邨、大圍、跑馬地、北角、九龍塘歌和老街公園、土瓜灣永香冰室、窩打老道近太子道西天橋底、觀塘汽車渡輪碼頭、尖沙咀、梅窩、皇后碼頭、深水埗、長沙灣、九龍灣麗晶花園、尖沙咀東加連威老道一帶（亦是無綫劇集常見的取景地點）、飛鵝山、沙田圍、圓洲角、馬料水吐露港單車徑、大埔、中環、金鐘、灣仔、赤柱、香港啟德機場、又一村等。
唯部份取景較為馬虎，如丁蟹帶着四子從大樓頂樓跳樓自殺的取景為1977年落成之灣仔告士打道66號筆克大廈天台，並非交易廣場天台；據當日有份參與的工作人員指，劇組在筆克大廈天台扔假人时，大批市民誤以為真的有人墮樓而報警，警方接獲過百報案電話，驚動總警司及四部衝鋒車到場。
而馬場的場景則在運動場拍攝，賽馬片段取自外國的賽事，疑是因版權問題。而劇中部分在台灣發生的事件（如丁蟹綁架龍成邦），實際上是在香港西貢、屯門取景，為了盡量讓內容正確，駕駛的畫面為左右反轉。

#### 台灣
本劇由於相當背景發生於臺灣，故劇組曾遠赴臺灣取景，於臺灣臺北市、臺北縣（今新北市）瑞芳鎮（今瑞芳區）的鼻頭漁港及淡水鎮（今淡水區）取景。
第1集倒敘大毒梟周濟生被槍殺的戲份，其背景「臺灣商業大樓」，乃是臺北市國泰環宇大樓，1986年落成，由國泰建設興建。位處臺北市松山區民生東路三段134號，曾經為臺北重要商業據點，澳門航空、中國東方航空臺北分公司皆坐落此處。因都市更新，本棟大樓於2019年通過都更，2020年3月執行拆除改建。未來將改建為結合辦公室和飯店的複合式商業大樓。
12集丁蟹綁架龍成邦，然後前往遊玩的場景，為臺北縣（今新北市）淡水鎮海中天「啤酒屋」，值得一提的是，該店在1987年4月6日開幕，時任董事長為臺灣藝壇大老張菲，為飾演丁蟹的演員鄭少秋好友；及後於14集欲將龍成邦摔落山崖的地方，乃北部濱海公路鼻頭服務區；而領取贖款的地方為淡水中興郵局，至今仍於淡水提供服務。
14集丁孝蟹拜見周濟生、伍寶華見面的地方，為臺北市松山區敦化北路230號的蓮園餐廳，蓮園餐廳後來易名蓮田飯店，至2017年因租約期滿結束營業；而丁蟹同集逛過的唱片公司，及與丁孝蟹相遇的地方，則分別為西門町峨眉街與漢中街，其中背景出現的「海派服飾」仍然營業，專門為臺北市的高中學生制作學校制服。
18集丁蟹與周濟生相遇談判糾纏之地，於臺北市大安區和平東路、新生南路路口行人天橋拍攝，毗連大安森林公園、國立臺灣大學及國立臺灣師範大學。
29、30集的戲份，則主要於臺北市延吉街、新北市瑞芳區的鼻頭漁港拍攝；阮梅與龍紀文相遇的地方，是1982年建造的太平洋商業大樓，位處臺北市大安區忠孝東路四段285號；乃東區黃金地段，鄰近為延吉街及忠孝東路口。然後在橋上呼喊一幕，則是著名的臺北車站忠孝西路與重慶南路路口行人天橋，天橋於2001年拆卸；龍紀文為阮梅安居的地方，是為延吉街50巷3號，今天成為了一家飯店；另外兩人所在的書店，今天變成7-11吉忠門市，而片段內的風格眼鏡、鴻餘茶莊，歷經25年，仍在50巷營業。
30、31集方面大致於八德路三段拍攝，方展博前往的「日日春證券」，位處臺北市松山區八德路三段30號，毗連臺灣電視公司，日日春證券於1987年由張金龍先生創辦，至2004年為富邦集團兼併，現時成為星巴克門市。而方展博、阮梅經營百貨，以積累資本的路口，為八德路三段12巷5弄，其背景的宮廟是為中崙慈賢宮；至於其餘背景，如「信宏牙科」已停業，變為一家手工麵店 （台北市松山區八德路三段12巷5弄22號），免洗餐具店則易名，但仍於該處經營免洗餐具。至於方展博販賣中式面包的營業車一角，曾為OK便利店中崙門市，現由連鎖韓式炸雞店進駐。

## 音乐

### 歌曲
本剧是首套兩首主題曲均會出現於片头和/或片尾的無綫電視剧集，其中譚詠麟主唱的《我的生命我的愛》为2、6－20、36、37、40集片头曲及1－7（單數）、10、12、15、20、21、23、26－34（雙數）、38集片尾曲，鄭少秋主唱的《歲月無情》为1、3－5、21－35、38、39集片头曲及2－8（雙數）、9、11、14、16、17－19、22、25、27－39（單數）集片尾曲，另外，劇中亦由第21集開始多次出現《紅河村》這首經典民謠歌曲，由周慧敏主唱（feat.劉青雲），亦為24集片尾曲，亦有此曲的國語版（第38集）及原版《Red River Valley》（大結局阮梅安詳地在方展博懷中死去時播出）。
本劇在台灣華視播出時，主題曲則換成由彭羚演唱的《我的眼我的淚》。
在第3集，羅慧玲在酒吧勉勵方進新的時候，於鋼琴彈出Simon & Garfunkel的《Bridge over Troubled Water》，其後方進新亦有在酒吧中於鋼琴獨奏此曲。在第4集，方進新被丁蟹打傷時，羅慧玲在酒吧中孤單一個等候方進新的時候，也有播出此曲。在第5集，羅慧玲帶着已經被丁蟹打傻的方進新進入酒吧，也要求鋼琴手彈出此曲，希望方進新可以回憶起往事。
在第13集插曲與片尾曲及第14集初段為Beyond歌曲 《未曾後悔》。
在第14集，丁蟹於台灣閒逛唱片舖時，該舖播了王傑的《多少次》。
在第15集，丁孝蟹從台灣回港，跟方婷重逢時，播出劉錫明歌曲《你怎麼捨得我難過（粵語版）》。
在第19集，丁蟹從台灣回港，在彌敦道上駕車時，播出王傑歌曲《在風中呼喚你的名字》。
在第20集曾播放林子祥的《幾段情歌》。
在第23集，方展博駕車從馬鞍山駛去大圍時，哼著譚詠麟的《傲骨》。
在第24集，方展博在恆安邨兒童遊樂場的攀登架上，一邊扔紙飛機，一邊朗誦英文詩《Paper Plane》的時候，播出英國動畫The Snowman的主題曲《Walking in the Air》。其後阮梅在兒童遊樂場撿起紙飛機的時候，播出Enya的《Watermark》。
在第26集，阮梅回杭州時，方展博上巴士送她紀念品，播出曾路得主唱、俞琤獨白的歌曲《天各一方》。該集亦播出楊詩蒂的《乘風破浪》、羅文的《前程錦繡》、張德蘭的《網中人》及甄妮的《奮鬥》。
在第28集，丁蟹在獄中哼著潘迪華的《愛你變成害你》。
在第31集，阮梅和龍紀文一起前往找方展博時，曾播放譚詠麟的《愛情陷阱》、林子祥的《最愛是誰》、薰妮的《每當變幻時》、汪明荃的《京華春夢》及區瑞強的《漁火閃閃》。在第32集，林子祥的《最愛是誰》亦有播出。
在第33集，丁蟹與羅慧玲在他家中跳舞時，播放顧媚的《不了情》。
在第35集，方展博在煮「一品鍋」給阮梅和龍紀文吃時，哼著林子祥的《三心一意》。值得一提的是，《三心一意》亦是周慧敏與林子祥主演電影《三人世界》、《三人新世界》、《三人做世界》的主題曲或插曲。
在第36集，方展博和羅慧玲在大排档吃饭时，播放蔡琴的《油麻菜籽》。
在第36集，羅慧玲臨終前一刻仍要親手將方進新的戒指戴上，此時播出王靖雯（王菲）歌曲《容易受傷的女人》，成為經典一幕。
在第37集，丁家四兄弟合唱周潤發的《飛砂風中轉》。
在第38集，播出梅艷芳的《似是故人來》。在第39集，阮梅和龍紀文二人亦有在卡拉OK中合唱此曲。
在第39集，播出李茂山和林淑容合唱的《無言的結局》。
在第40集，方展博從陳滔滔口中得知龍成邦死訊時，播出黃品源歌曲《你怎麼捨得我難過（國語版）》。
曾數次使用林子祥的歌曲《真的漢子》、《最愛是誰》及《似夢迷離》、亦曾數次使用譚詠麟的歌曲《一生中最愛》。

### 配乐
《大时代》的配乐大多来自上世纪90年代的欧美电影原声带，此处列举出部分引用的欧美影视原声曲：
1、The Hallyway（Love theme) --James Newton Howard
2、The line up/Fireside chat --Randy Edelman
3、Several Letters --Thomas Newman
4、Kicking Bird's gift --John Barry
5、Killing --Elmer Bernstein
6、Jack and LIly -- Randy Edelman
7、The Bluff --James Newton Howard
8、Part III --Hans Zimmer
9、The Clock --James Newton Howard
10、Victor -- James Newton Howard
11、End Credits --John Williams
12、Molly --Maurie Jarre
13、所有电影《与敌同眠(Sleeping with the Enemy)》的原声音乐，作曲Jerry Goldsmith。
14、Fire in a Brookylin Theatre -- Randy Edelman
15、I had a farm --John Barry
16、The Sheltering Sky Theme --坂本龍一
17、宇宙皇子I 在鬪爭之中--川崎真弘（同期亞洲電視的《勝者為王II天下無敵》同樣選用此曲）。

## 宣傳
當年劇集播出前，剧中演員鄭少秋、劉青雲、藍潔瑛、周慧敏、郭蔼明、陶大宇、邵仲衡、曾江曾上《四大皇牌双龍會之夜》節目宣傳。
當年劇中的宣傳片段，由劇中主角說出：「呢個係咩時代？大時代！」（這是甚麼時代？大時代！），並在廣告時段播出。
2015年，翡翠台播出重播宣傳：「丁蟹，霸氣現身！股壇，再起風雲！大時代！」

## 獎項

### 萬千星輝頒獎典禮2015
| 獎項                 | 獲奬單位 |
| -------------------- | -------- |
| 「最受歡迎經典劇集」 | 大時代   |

### 1993年度壹電視大獎
| 獎項                   | 獲奬單位 |
| ---------------------- | -------- |
| 「十大電視節目第五位」 | 大時代   |

## 精神續作
2000年韋家輝打算為亞洲電視製作《大時代》續集《大時代2000》；後因版權問題劇名更改為《世紀之戰》，
角色名字和部分故事內容也略作更改。
《世紀之戰》雖非《大時代》官方續集，但是《世紀之戰》的故事設定幾乎可以视作《大時代》的繼承和延續，而且確多個非官方電視劇網站亦稱其為《大時代2世紀之戰》，而秋官效應亦不脛而走。

## 股票必勝法
「股票必勝法」乃劇中股神葉天傳授給方展博的終極秘訣，此訣表面似通非通，難於理解。
未破解的「股票必勝法」原文：
|  | 貪心輸錢贏 輸血不輸錢 人人去輸血 殺人不打風 落雨去離島 離家飲煉奶 見人分遺產 出獄嫌錢腥 快樂冇人格 出家冇人工 攻無不克 戰無不勝 |

最終方展博憑電腦分析「股票必勝法」後得知其意，意思甚有警世意味。可惜破解原理未有交待，所謂破解頗為兒戲。
破解後的「股票必勝法」：
|  | 股市原意，乃讓集資投資有其地，社會向榮，人皆有賺， 惜人性貪婪，耗盡心思，巧取豪奪，樂土成煉獄，血雨腥風，殺戮不息， 無數人蕩產傾家輸性命，勝者則喪良知人格， 余於股壇數十載，未嘗見一真正贏者， 智者應知此乃一處永無贏家之戰場， 取勝唯一法……「及早離去」四字而矣！ |

有趣的是，於及後《世紀之戰》中，韋家輝又創作新解法：
|  | 余於股壇數十載，得天神精義，唯一借字，借運、借勢、借蟲 |

由於當年有版權，因此韋家輝有心修改了部份劇情，更向外宣稱世紀之戰並不是「大時代」的續集，而這段「股票必勝法」的劇情也由大時代由電腦分析出來，改為分別由陳煒飾演的程希文（原型為龍紀文）排列頭一段，即第一集以上的內容，然後又由徐靜蕾飾演的阮少梅（原型為阮梅）排出另一個「借運」的版本，以作為打敗丁野的方法。

## 影響

### 監製
《大時代》頗有韋家輝的戲劇筆跡。劇中對港、台的黑社會有著墨頗重的描寫，韋家輝日後拍攝的部分電影，如《一個字頭的誕生》、《真心英雄》、《暗花》、《再見阿郎》亦每愛以相類似的手法刻劃黑社會。藍潔瑛的羅慧玲一角，為心愛男性毫無保留作出不斷的犧牲，以及含辛茹苦撫養一眾（繼）子女的偉大母親形象，亦是韋家輝的電視、電影內常見。例如《真心英雄》、《義不容情》內都有十分相似的角色。最後一幕，方展博到監獄探望丁蟹，亦是韋家輝長劇的指定動作。

### 劇本與演員
《大時代》被公認為一部編劇精良的經典電視劇，劇中人物性格複雜而不失真實感。其中鄭少秋所飾演的丁蟹一角更被視為經典，此前其出演的角色大多數都是以正氣著稱的俠客角色，尤其擅長飾演金庸和古龍小說中的大俠人物，此番成功飾演亦正亦邪的人物丁蟹，令觀眾耳目一新，演出大獲好評。劇中丁蟹的動作、臺詞和作風讓人覺得可氣亦可笑，更加不可思議的是延伸出現實世界中的丁蟹效應，甚至日后在内地网络流传时，他那些语录被侃为“蟹学”，更有评论总结：丁蟹报仇点到为止，丁蟹报恩家破人亡。
另一主角劉青雲憑藉此劇的成功，全力奔赴電影界發展，此劇成了其在無綫電視的收山之作。劇中可見劉青雲在當時已具有後來精湛演技的雛形，成功後更為他後來在電影界的成功打下堅實的基礎，多年努力下終成香港電影金像獎、台灣金馬獎影帝。值得一提的是劉青雲與劇中女主角之一的郭藹明在拍攝後被周慧敏促成情侶，產生真實感情，（1993拍攝笑看風雲，郭藹明的父親卻是鄭少秋）經過數年戀愛後現已結為夫婦，是香港娛樂圈中不可多得的模範夫妻之一。
飾演羅慧玲的藍潔瑛也長期蒙受情绪病折磨。1998年9月4日，她在香港浅水湾道驾车失事翻侧，手部受伤及颈部受震荡，被送到东区医院接受治疗。1999年4月3日，由於清明時節思念雙親以及姐姐與一班好友不在香港等原因，藍潔瑛情緒低落，在鄰居陪同下前往東尤德醫院精神科治療。一位任職精神科的醫師表示，藍潔瑛的情況很常見，可能是經常失眠引致輕微抑郁。盡管如此，藍潔瑛依然被“狗仔隊”跟蹤，不斷報道其近況，施以精神滋擾和折磨，使得她難以接到戲拍。2004年拍完《愛在有情天》後，藍逐漸淡出娛樂圈，她也想過轉行開嬰兒用品店、當化妝師等，但由於媒體的幹擾，最後都不了了之，再加上接拍廣告卻被拖欠薪酬、朋友欠錢不還、被銀行職員騙取簽名套走兩百多萬、罹患子宮瘤等原因，藍潔瑛於2006年2月14日獲法庭頒令破產，而后自曝曾遭兩名影壇大哥曾志偉和鄧光榮侵犯，最終在2018年10月31日離世。坊間也一直傳聞藍潔瑛因为出演《大時代》抽离不出角色，但藍潔瑛本人在2015年5月now TV《102觀星總部》節目接受梁榮忠訪問时否认抽离不出角色，并表示：“我去邊度搵個方展博、方乜乜嚟我身邊？何來抽離唔到。”

### 其他相似影視作品
1994年劉青雲和潘虹主演內地和香港合拍電影《股瘋》。
以股市內幕交易為題材的電影《竊聽風雲2》邀請了劇中三位主要演員（劉青雲、江毅、曾江）演出，雖然故事不同，但有評論認為是本劇的電影版。而因票房口碑成績理想，原班人馬再開拍《竊聽風雲3》。
在2016年， 台灣電視劇《1989一念間》也以倒敘法形容事情結果和1989-90年的股市動盪，但主角陳澈（張立昂飾演）卻以時光穿越到他出生前一年（1989）經歷他生父之謎、生母（蔡黃汝 飾演）性格轉換之謎和台灣加權指數動盪最為極端的一年間 （1989-90年10月）。
此劇對香港影視界的影響亦非常深遠，無綫、亞視在之後多年來製作的不少長劇，當中元素包括橫跨時代、家族情仇、極端命運引發的仇恨、金融市場上決戰等，皆有參照此劇。

### 2015年翡翠台重播
因2015年4月起，香港股市交投暢旺，無綫電視於4月中決定，由4月20日起逢星期一至五的深夜時段由原定播映《衝上雲霄II》，改為重播《大時代》。重播計劃公佈後，坊間曾關注會否重現「丁蟹效應」，而時任財政司司長曾俊華亦借此於網誌撰文，提醒投資者注意投資風險。《衝上雲霄II》最終在2023年1月至3月在翡翠台午夜時段首次重播。
由於此劇重播引起熱潮，導致這段時間的廣告時段比往常的長，亦令無綫電視增加深夜時段的廣告費收益。而此劇引起的熱潮亦令無綫在本劇播映完畢後播出另一套經典電視劇《他來自江湖》。
此劇重播亦令當年一眾演員（如邵仲衡、陶大宇、藍潔瑛、吳詠虹、楊羚等）重新獲得觀眾關注。
此劇在萬千星輝頒獎典禮2015中獲得最受歡迎經典劇集，也是第一次頒發此獎項。而鄭少秋和曾江也因他們共演的《誓不低頭》而再獲提名同獎項。劉松仁則以《潛行狙擊》而再獲提名同獎項，兩部提名作品相隔最久（19年），也是以特別演出（客串）和主角都有被提名。

### 字幕播放安排
大時代重播第一周的平均收視5.5點，第一集收視為6.4點，而方進新於第五集於劇中哭跪求老闆給予工作的一幕則有6.3點收視，由於此劇重播引起熱潮，但因此劇於1992年首播時，並無配上中文字幕，招致觀眾投訴，為此無綫於2015年4月27日重播第六集起，為大時代加配中文字幕。此劇於2014年上載至GOTV（即現時的myTV Super），本身已配上中文字幕。
然而值得一提，在2012年1月尾的凌晨劇集時段重播1982年的《獵鷹》，當時未有加配中文字幕卻未有招致觀眾投訴。

### 有意開拍電影版
由於無綫於2015年重播本劇時，觀眾反應良好，創下深宵時段高收視紀錄，因此曾計劃重新開拍電影版，其後取消計劃。

### 股市
此劇播出後，每當鄭少秋有劇集上演，都會香港股民均會提及「丁蟹效應」。

### 名台词
丁蟹：「殺人放火金腰帶，修橋補路無屍骸」也套用在誓不低頭第十集。後來在香港電影《無間道2》中由黃秋生的角色所使用。
陳萬賢：「你啲仔呀一隻二隻碌木嚟㗎！唔識股票學人玩股票，結果咪俾股票玩返轉頭啦！買股票嘢唔使識嘅，幾多股票大亨夠識啦，玩股票損手爛腳，連命都冇埋呀！幾多街市婆呀是但攞隻嚟買都發咗達啦！未買過唔緊要，只要夠運呀，盲拳都會打死老師父啦！股票之道在於人棄我取，當大家買跌嘅時候呢，你一定要買升！你幾時見過成村人呀，買股票會發嘅啫？來來去去咪得幾個人！咁就證明大多數人嘅意見呢，就未必係啱嘅！有賭未為輸亦未為贏，邊個知聽日事啫，o下話？我再送你八字真言：咁多人死，唔見你死？」

## 評論
曾訪問此劇製作人員的香港文化學者馬傑偉及曾仲堅在合著中認為，在此劇製作的1990年代初，香港面臨九七回歸，處於六四事件後恐共情緒及民族感情同時併發的影響，媒體亦因政治壓力及經濟因素漸對香港與中國對立的觀點有所淡化，他們以此劇作為個案，研究當時商業媒體如何呈現這種複雜社會環境下的意識形態:69-76。他們認為此劇以股票市場為題材，結尾出現影射香港巨富李嘉誠、霍英東等的神秘富商，方展博希望能分享他們的運氣一說，有著將這些傳奇人物神聖化的意味，他們總結為：「在劇集中的企業家、資本家的角色，以及令香港人投機致富的制度（文中又形容為資本主義神話），則被塑造成香港在九十年代不安的社會環境中最重要的社會資產。」:79-81他們又認為此劇雖然表面上並無談及中港問題，但劇中方家的西化、講理、守法等特質，以及丁家的中國化、橫蠻、違法等特質，分別暗喻了香港人，以及當時不少香港人心目中的中共形象:85-87。類似的影射看法亦在坊間流傳，但此劇編審曾謹昌曾澄清當時並無意影射中共。

## 首播收視
以下為該劇於香港無綫電視翡翠台之收視紀錄：
| 週次 | 集數  | 日期                    | 平均收視            | 收視百分比 |
| ---- | ----- | ----------------------- | ------------------- | ---------- |
| 1    | 1-5   | 1992年10月5日-10月9日   | 30點（約158萬觀眾） | 76%        |
| 2    | 6-10  | 1992年10月12日-10月16日 | 32點（約166萬觀眾） | 77%        |
| 3    | 11-15 | 1992年10月19日-10月23日 | 31點（約162萬觀眾） | 75%        |
| 4    | 16-20 | 1992年10月26日-10月30日 | 31點（約162萬觀眾） | 75%        |
| 5    | 21-25 | 1992年11月2日-11月6日   | 31點（約163萬觀眾） | 74%        |
| 6    | 26-30 | 1992年11月9日-11月13日  | 31點（約161萬觀眾） | 73%        |
| 6    | 31    | 1992年11月14日          | 31點（約161萬觀眾） | 71%        |
| 7    | 32-35 | 1992年11月16日-11月20日 | 41點（約212萬觀眾） | 87%        |
| 8    | 36-40 | 1992年11月23日-11月27日 | 41點（約215萬觀眾） | 88%        |

## 影碟發行
以下所有影碟發行均由電視廣播（國際）有限公司授權：
香港發行代理商現代音像（國際）有限公司於2002年推出發行了《大時代》VCD影碟零售版本，此影碟將已播放的集數併製為26張碟。每碟時長約為60分鐘，配有粵語及國語音軌並附繁體中文字幕；後來又於2008年推出發行了《大時代》DVD影碟零售版本，收錄全劇40集、共10碟，設有粵語及國語發音版本，可選繁體中文、簡體中文及英文字幕。惟兩者皆不是真正足本：劇中第29集方展博三兄妹被兇徒扔下樓的場面，首播時因觀眾投訴而被迫刪去，VCD及DVD均沒有收錄。另外，DVD版本還有多處刪節：在第28集方敏跳窗瞬間的鏡頭遭刪去，音效及配樂也與VCD版有所不同；在第11集龍紀文吊頸自殺失敗鏡頭遭刪去；在第4集丁蟹打至方進新重傷後血尿洗手的片段也遭刪去。
台灣發行代理商弘音多媒體科技股份有限公司於2008年推出發行了《大時代》DVD影碟零售版本，此影碟燒錄自香港版26碟VCD，併製為8碟DVD，設有粵語及國語發音版本並配上非隱藏繁體中文字幕。
馬來西亚代理商曾发行過画质、音质低劣的录影带版本，无字幕。在香港DVD版被删剪的片段大致上保留；但此版亦非真正足本，第29集方家灭门片段被刪去。

## 軼事
- 此劇原意在製作《還我本色》完畢後，監製韋家輝打算開始進行拍攝工作，但正值與無綫薪酬問題過檔亞洲電視及六四事件的發生韋家輝本人有感而發編寫了《還看今朝》的劇本而耽擱。
- 丁蟹一角原型是此劇編審曾謹昌的朋友，他不是在電視圈工作，發生的事情亦不是劇中設計的一樣，但他的個性是像丁蟹一樣，原屬意由萬梓良飾演[60]。
- 龍紀文一角原屬意由袁潔瑩飾演，因與電影《鹿鼎記》撞期，袁辭演，後改由郭藹明飾演。
- 丁益蟹一角原屬意由艾威飾演，後改由陶大宇飾演[61]。
- 丁利蟹一角原屬意由陶大宇飾演，後改由郭政鴻飾演[62]。
- 丁孝蟹一角原屬意由鄭浩南飾演，後改由邵仲衡飾演[62]。
- 陳滔滔一角原屬意由邵仲衡飾演，後改由林保怡飾演[62]。
- 劉松仁和藍潔瑛在此劇前，曾在台視《末代兒女情》中合演情侶。
- 劉青雲和藍潔瑛在此劇前，曾於1984年在《畫出彩虹》中合演情侶，八年後他們卻飾演母子。
- 鄭少秋和周慧敏在此劇前，曾經聯合主演電影1989電影冲天小子。
- 原定羅慧玲為方展博、方芳、方婷和方敏的生母，因饰演方家四兄妹的演员与藍潔瑛年龄差距不大，藍潔瑛認為自己生不出這麼大的孩子，因此劇本改為方展博、方芳、方婷和方敏等人的繼母[63]。事實上藍潔瑛只比劉青雲年長十個月，且蓝洁瑛和劉青雲为无线艺员训练班同期同学。
- 劉松仁接拍此劇時，因正在拍攝《英雄地之小刀會》及《鹿鼎記》電影，因此只答允無綫抽出足夠時間拍攝五集。
- 本劇播出第一集時仍在拍攝中，至1992年10月二十多日才正式拍竣，因此本劇不時出現「回憶」片段，以掩飾拍攝、後期製作進度追不上之問題。
- 本劇三位主角劉青雲、鄭少秋及周慧敏拍攝本劇時正接拍另外的電視劇和電影，劉青雲更為此劇推掉兩部片約。因此本劇採取跳拍模式以遷就他們的檔期。
- 本劇是劉青雲服務無綫電視9年的告別作，亦是郭藹明第一部主演的電視劇。
- 周慧敏飾演慳家成性的阮梅，其原型來自韋家輝的一位女性編劇朋友。
- 本劇有多名跑龍套演員分飾多個角色，如游飈先後飾演報紙檔員工、出市代表；林家棟先後飾演龍成邦兒子及出市代表。
- 拍攝四蟹跳樓時，有途人誤以為真，因此報警[61]。
- 部分幕後人員（如邱南隆、李國輝）亦有客串演出。
- 不計跑龍套，第36集只有三位演員出場（藍潔瑛、劉青雲及鄭少秋）。
- 陳滔滔創辦，已結業的證券公司和其後方展博創辦的時代證券有限公司，出市編號巧合地同樣是0217。
- 第六集就丁蟹（鄭少秋）錯手打死方進新（劉松仁）一節，有人套用無綫電視的《倚天屠龍記》劇集，戲稱為兒子張無忌（1978年版本中由鄭飾演）打死父親張翠山（2001年版本中由劉飾演）。
- 劇中分別飾演方展博和龍紀文的劉青雲和郭藹明在本劇中首次合作並結識，但在戲外並無交流；直到飾演阮梅的周慧敏舉辦個人演唱會分別邀請兩人前往觀賞，兩人才進一步交往並最終結為夫婦；二人交往期間正值姊妹作品《笑看風雲》首播，當中黄天（鄭少秋饰）和黄蕾（郭藹明饰）的父女關係在bilibili網站被用戶笑称“丁蟹佔用方展博情人”。

## 穿崩及犯駁情節
- 第1集旁白及字幕交待「1994年6月2日至6月5日，恒生指數由11300點滑落至9050點」，但1994年6月4日及6月5日分別為星期六及日，股票市場休市。旁白繼續說「投資人只好寄望6月7日星期一復市」，但6月7日實際上是星期二。事實上，香港聯合交易所只在星期一至星期五進行股票交易，星期六及日休市，因此即使不考慮星期幾的問題，6月5日和6月7日中間只休市一天，設定並不合理。
- 第1集鏡頭近距離先後拍攝方芳、方婷、方敏、羅慧玲和方進新之遺像後，拉遠鏡頭拍攝方展博的辦公室。當中於辦公桌上並排的遺像不遠處放置了葉天的彩色遺像。惟於回憶幕（昔日丁蟹與方進新暢飲的場面）後，方展博與眾人乾杯時，鏡頭所拍攝到的葉天遺像卻是黑白色的。
- 第4集（背景為1973年）朱乃游帶方進新面見龍成邦，兩人駕車經過金鐘道，鏡頭拍攝到統一中心、太古廣場、金鐘道政府合署等建築，惟當時這些建築仍未興建，而太古廣場及金鐘道政府合署前身域多利軍營在1973年仍未拆卸。
- 第4集方進新被丁蟹打至昏迷後，旁白提到1974年發生的事件，令觀眾覺得事件發生在1974年，惟在第26集審訊丁蟹時，法官向丁蟹表示「現在控告你於七三年九月七日在油麻地吳松街二六六號五樓A座謀殺中國籍男子方進新」，即方進新死於1973年9月7日，與前面旁白在時間上有衝突；丁蟹於第27集在獄中則說案發當日是4月14日，亦與前述矛盾。另外，吳松街也沒有266號門牌，相信是虛構的地址。
- 第6集（背景為1985年）方家成功獲編配馬鞍山恒安邨公屋，惟該屋邨於1987年才落成。而當時她們身在麗晶花園外，鏡頭拍攝到麗晶花園外的一段觀塘繞道，惟觀塘繞道第三期（啟福道至大老山隧道）於1989年才動工，當時仍未興建。第23集方展博駕駛龍紀文的私家車，從馬鞍山駛到大圍去買燒鵝，途經的大老山公路，當時亦未興建。
- 第7集中，方展博為逃避羅慧玲追趕，兩人竟從馬鞍山恒安邨跑到九龍太子道西與界限街之間的窩打老道橋底（两地不仅直线距离超过10公里，而且中间还有马鞍山和狮子山两个郊野公园阻隔）。
- 第9集中方展博首天上班，乘搭112到華人行[註 24]上班（背景為和記大廈），惟112並不途經華人行及和記大廈，相信是方展博搭錯車所致。
- 第10集中丁蟹出售台北的別墅後離開，駕駛的私家車卻是香港一般使用的右駕車，而非台灣的左駕車。（該車亦在第12集中出現）但之後有關台灣的劇情已經改為左駕車。
- 劇中的1986年丁蟹第一次在台灣出獄，在其別墅中背景音樂播放的是音量非常小的歌曲《每天愛你多一些》，但是《每天愛你多一些》是由張學友在1991年演唱的。丁蟹1986年在台灣時曾至唱片行，當時店家播放歌曲為王傑的《多少次》，但這首歌曲是在1992年發行的，亦明顯不符年代。
- 丁蟹於1974年在台灣坐牢14年，但於1986年獲釋。
- 第18集（背景為1986年）中丁蟹命令周濟生到聯合戲院等候，戲院廣告中出現1992年才上映的《逃學歪傳》。
- 第18集中丁蟹綁架伍寶華後，開客貨車到山邊打電話給周濟生，背景出現「鄉師同學會中學」的路牌，此學校在香港屯門，並非台灣。
- 丁蟹在台灣坐牢14年後回港（當時因他打死方進新一案，香港仍在通輯他），竟能拿到私家車駕駛，亦對香港道路十分熟悉。
- 第21集里方展博寻找玲姐时，玲姐的衣服明显是黄色的，但回到家后却是绿色的。
- 第23集方展博對龍紀文表示11歲那年爸爸方進新坐在副駕駛位置讓其駕車，但劇中設定方進新在方展博10歲那年已經被丁蟹打死。
- 第26集中慳妹在沙田乘車回家鄉杭州，登上一架城巴（目的地顯示為深圳），而香港到杭州路途遙遠，在香港沒有任何一間客運公司開辦來往香港和杭州的長途客車服務，一般前往杭州的方法是乘搭火車／飛機到武漢／上海再轉乘火車或大巴，或乘搭飛機到杭州筧橋機場[註 25]。
- 第25-28集中丁蟹被捕後受拘留，穿上啡色囚衣。在香港懲教署內，啡色囚衣只供已定罪及判處刑期囚犯穿著。丁蟹當時只是受審被拘留，囚衣應該是藍色。
- 第27集龍紀文回家時，龍成邦抱著一堆只有單面印刷，背面是空白的二十元美元道具鈔票。
- 由於在第1集初段出現丁家五父子跳樓鏡頭後接獲大量投訴，因此第40集再次講述五人跳樓時，相關片段遭刪剪，只以旁述及字幕交待五蟹下場，「1994年6月7日下午五點，丁蟹五父子因果報應，走上絕路，集體自殺。孝蟹、益蟹、旺蟹、利蟹墜樓身亡，最後丁蟹因為畏高，放棄自殺，得免一死......」惟情節卻與第1集播出的有所出入。
- 第28集方敏在放榜前一天自殺。第29集她的靈位上寫上她終於1986年2月。香港高級程度會考及香港高等程度會考通常在3月至6月開始，而在6至8月暑假放榜，因此不可能在2月放榜。另外，靈位寫上她出生於1966年5月，如終於1986年2月，則應該有19歲，但方展博在出庭時，指出她只得18歲，令這裡出現矛盾。
- 第31集方芳的靈位上寫上她出生於1960年7月，86年3月她應該是25歲，但她的哥哥方展博卻比她年輕，因為玲姐於第6集（背景為1985年）曾提及方展博當年是23歲，而第29集丁蟹則說方進新死時（背景為1973年），方展博才10歲，即代表方展博的出生年分是1962年或1963年，比1960年7月出生的方芳還要年輕。
- 第31集方芳的靈位上寫上她出生於1960年7月，而在第29集方敏的靈位寫上她終於1986年2月，惟在方敏死前不久（第28集）方家才剛為方芳慶祝生日。
- 第32集丁蟹在於賽馬首場用了10元買7號馬，並於其後場次雪球效應，贏到2000萬元多。但是首場勝出的馬匹是8號。
- 第39集旁白交待丁家與外國黑幫合作後，字幕顯示時間到「1994年秋」，惟之後發生的股災及大奇跡日均發生在1994年6月初（夏天）。另外，本集亦提及美國將會出兵前往中東地區，但1994年並沒有發生相關戰事，相信是編劇參考1991年波斯灣戰爭而創作的情節。
- 第40集開始時股票市場剛開市，但顯示板上成交額顯示為12540，而時間則顯示為3:10，到收市後這兩欄都沒有變動。

## 電視節目的變遷
| 香港無綫電視翡翠台 第一線劇集 星期一至五 19:35-20:35 | 香港無綫電視翡翠台 第一線劇集 星期一至五 19:35-20:35 | 香港無綫電視翡翠台 第一線劇集 星期一至五 19:35-20:35 |
| ---------------------------------------------------- | ---------------------------------------------------- | ---------------------------------------------------- |
|                                                      | 大時代 （1992.10.05 - 1992.11.27）                   |                                                      |
| 小男人出差 （1992.09.21 - 1992.10.02）               | 兄兄我我 （1992.11.30 - 1992.12.25）                 |                                                      |

| 靖洋戲劇台 星期一至五 23:00-00:00      | 靖洋戲劇台 星期一至五 23:00-00:00    | 靖洋戲劇台 星期一至五 23:00-00:00 |
| -------------------------------------- | ------------------------------------ | --------------------------------- |
|                                        | 大時代 (2021年8月11日-2021年10月5日) |                                   |
| 楚漢驕雄 (2021年6月30日-2021年8月10日) | 宮心計 (2021年10月6日-)              |                                   |